# Opel

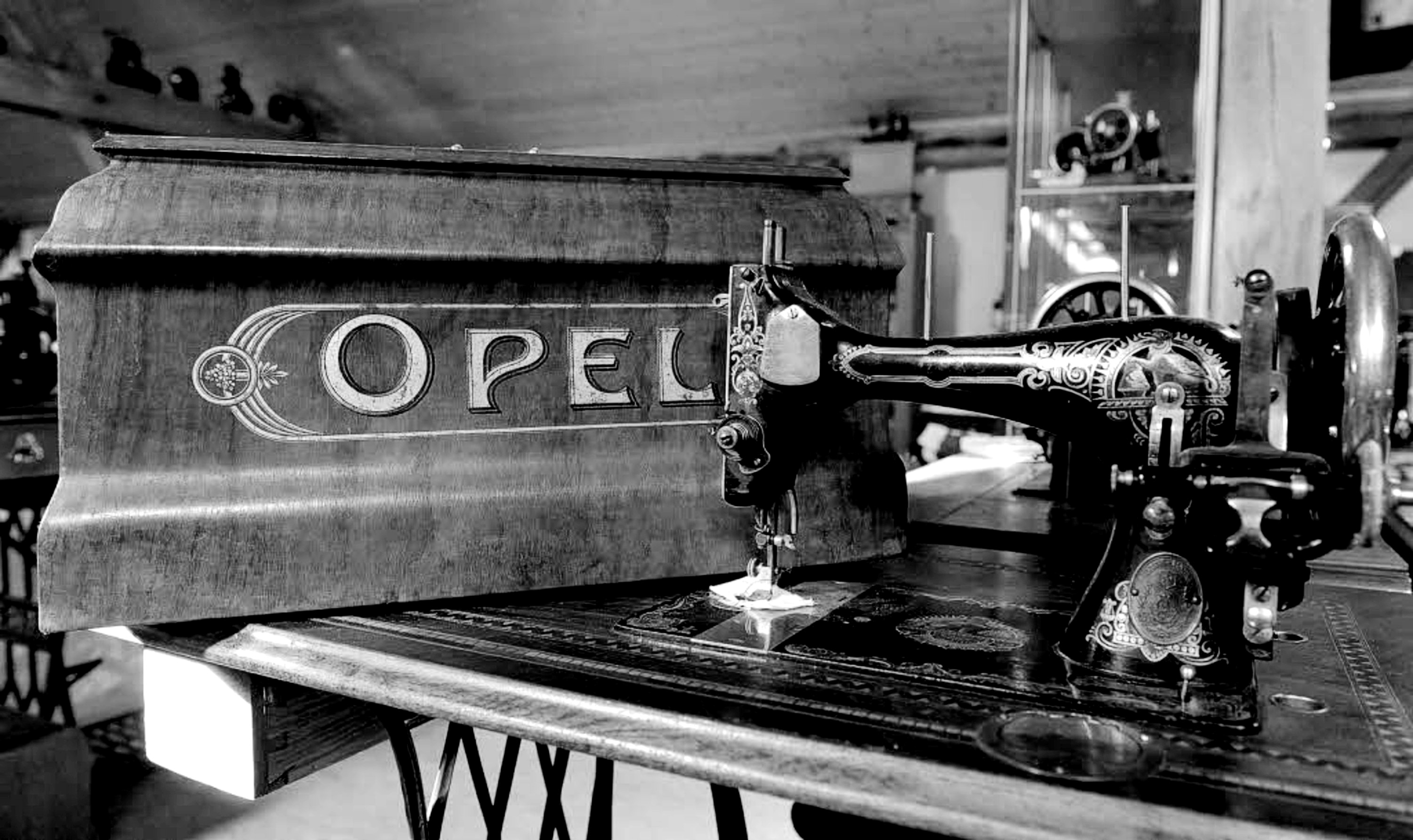
šicí stroj Opel

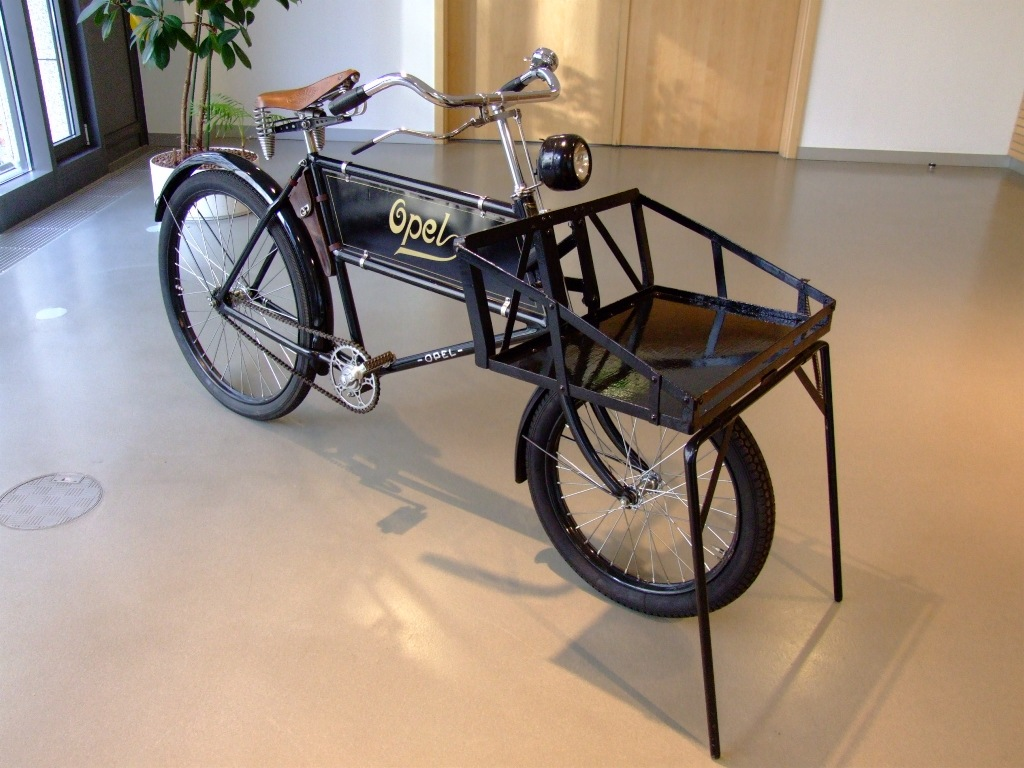
jízdní kolo Opel s nosičem

Opel Automobile (obvykle se zkracuje na Opel) je výrobce automobilů se sídlem v Rüsselsheimu v německé spolkové zemi Hesensko. Vozy navrhuje, vyrábí a prodává v Evropě, Asii, Africe a Jižní Americe. Výrobní závody má v Německu (Rüsselsheim, Eisenach, Kaiserslautern), Rakousku (Aspern), Maďarsku (Szentgotthard), Polsku (Gliwice, Tychy), Spojeném království (Ellesmere Port, Luton) a Španělsku (Figueruelas). Ve Spojeném království se vozy Opel prodávají se značkou Vauxhall Motors. Za doby příslušnosti pod koncern General Motors byly prodávány se značkou Buick ve Spojených státech, Kanadě, Mexiku a Číně a značkou Holden v Austrálii a na Novém Zélandu.

## Atributy značky
Opel je po Peugeotu druhou nejstarší značkou vyrábějící silniční dopravní prostředky. Začínal s výrobou šicích strojů a přes jízdní kola se dostal k výrobě automobilů, kterých kdysi vyráběl nejvíce v Evropě a posléze v Německu. Jeho vozy byly vesměs spolehlivé, dobře ovladatelné, prostorné, pohodlné i nadčasově módního stylu za velmi zajímavou cenu. I přes těžká období bývaly nejprodávanější na německém trhu. Až do sedmdesátých let byl Opel tvrdý konkurent Mercedesu. Postupem času opouštěl vyšší třídy, ale v nejkupovanějších si zachovával vysoký prodej. Po Americké hypoteční krizi 2007 a pádu prodeje se zvažovalo, že skončí výroba, nebo dojde k odprodeji. Zákazníci pozbyli jistoty servisu i náhradních dílů a odcházeli ke konkurenci. Opel je lákal zpět cenou a propadl se do hlubokých ztrát. Následně byl odkoupen Groupe PSA.

## Dávná historie (1862–1929)

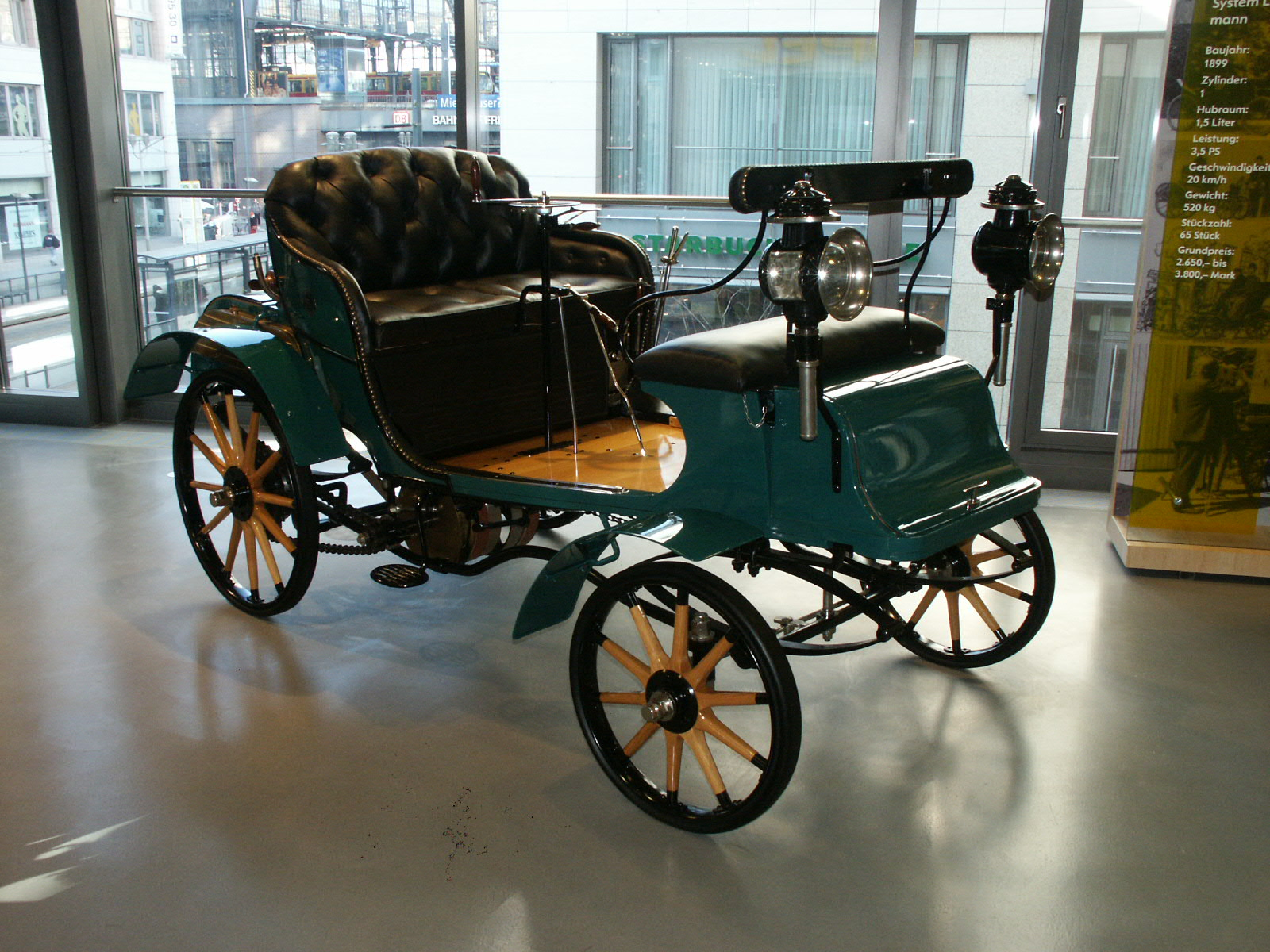
Opel-Lutzmann (1899–1901)

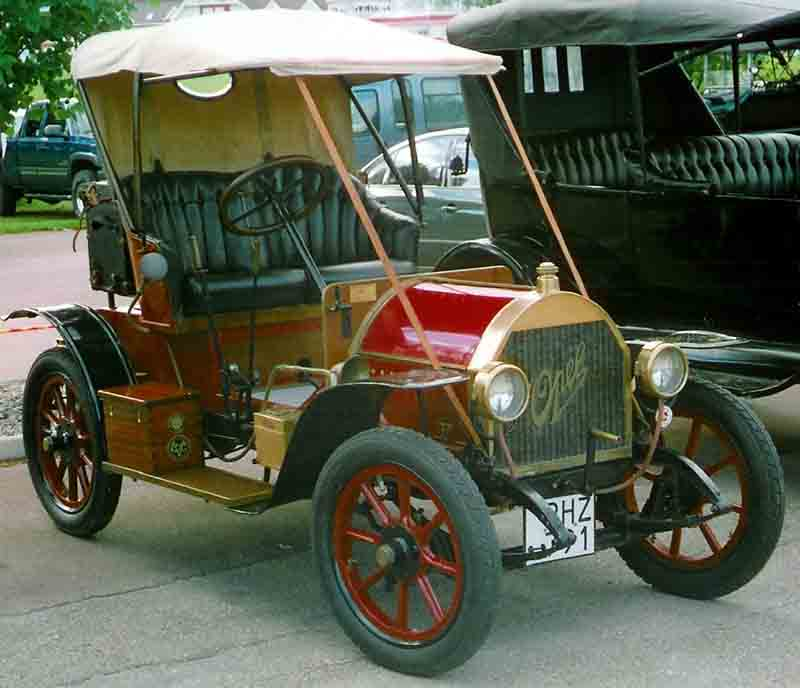
4/8 HP Doktorwagen (1909–1910)

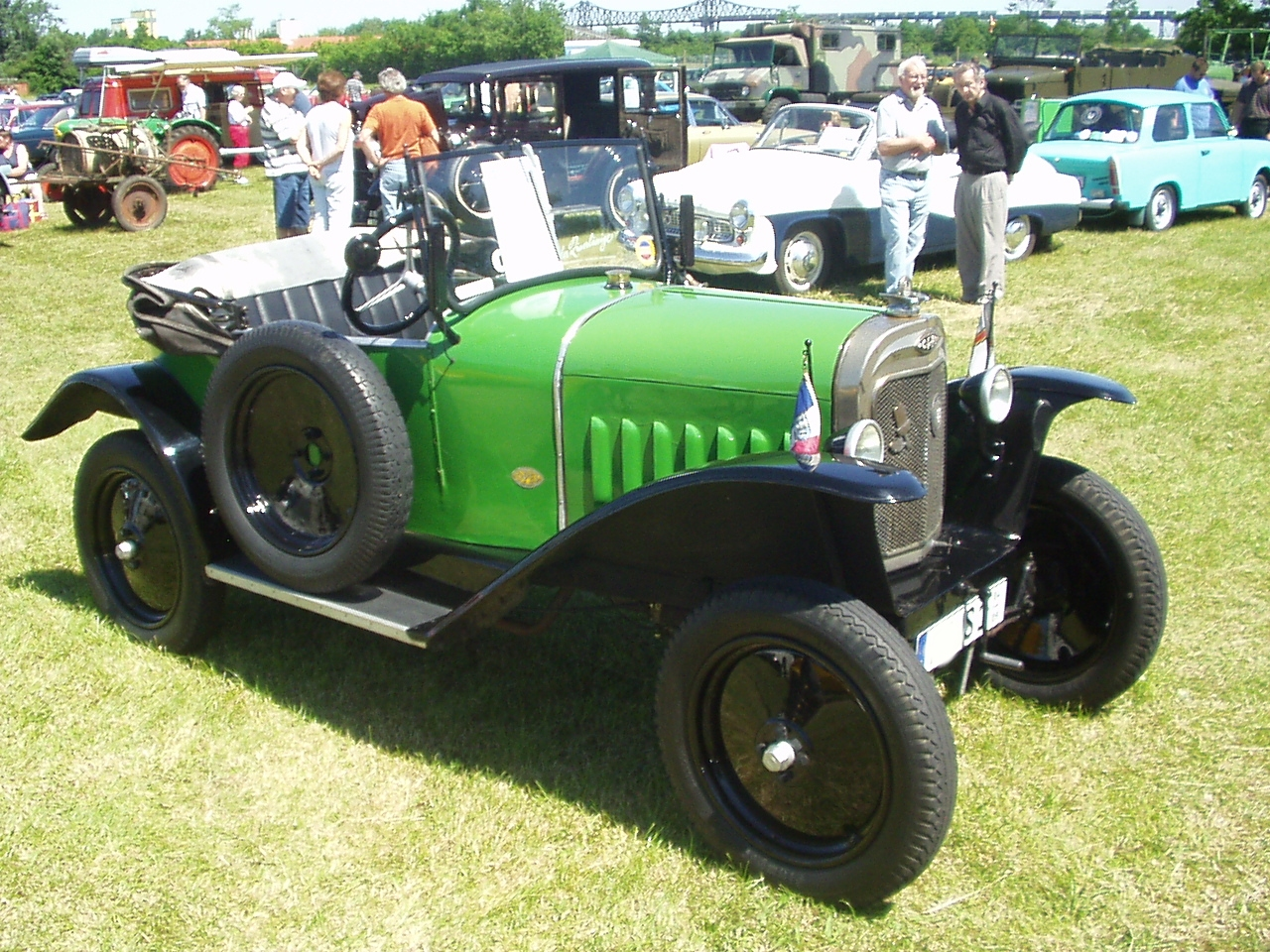
4 PS "Rosnička" (1924–1931)

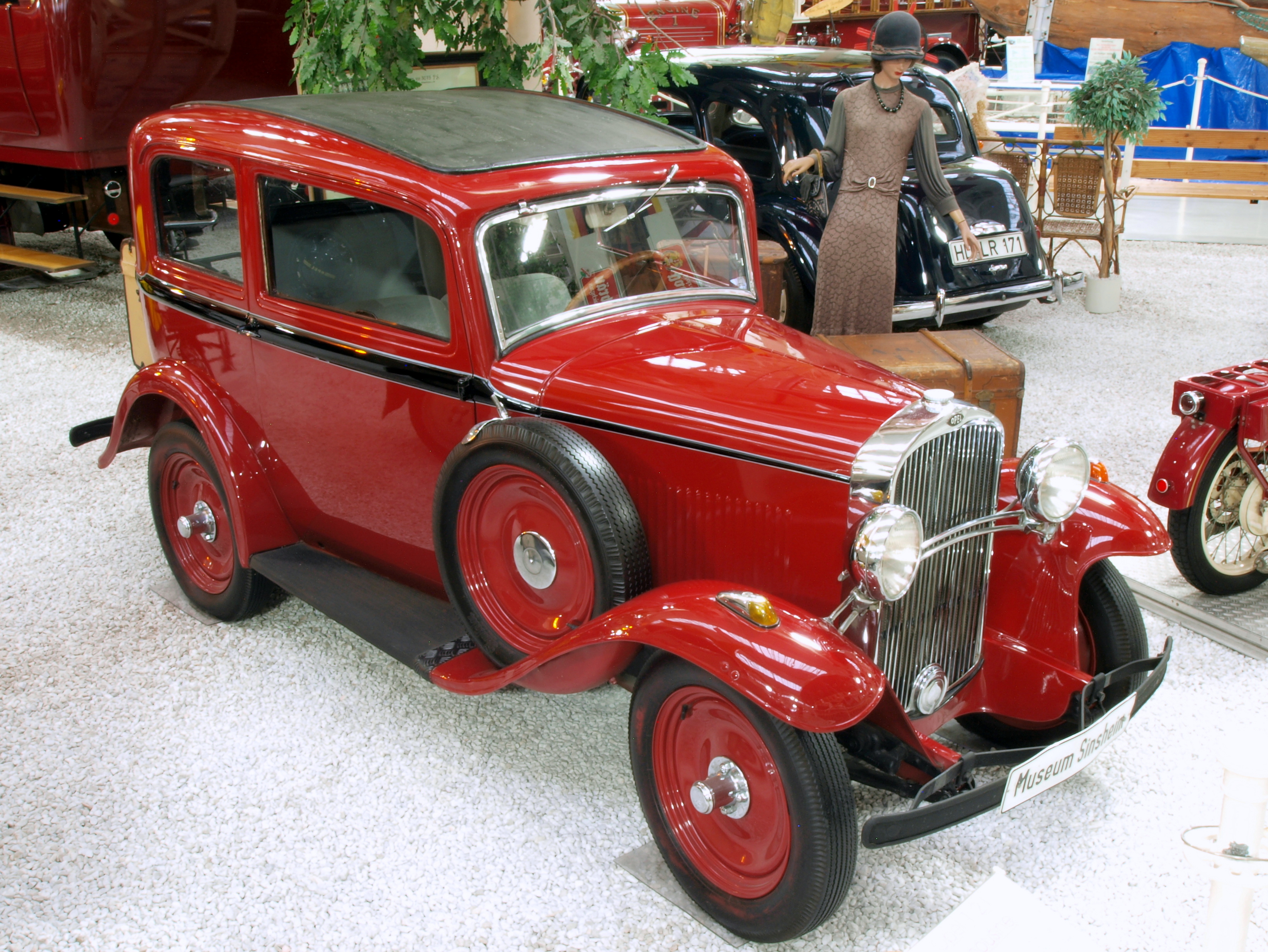
1,2 Liter, pak P4 (1931–1935–1937)

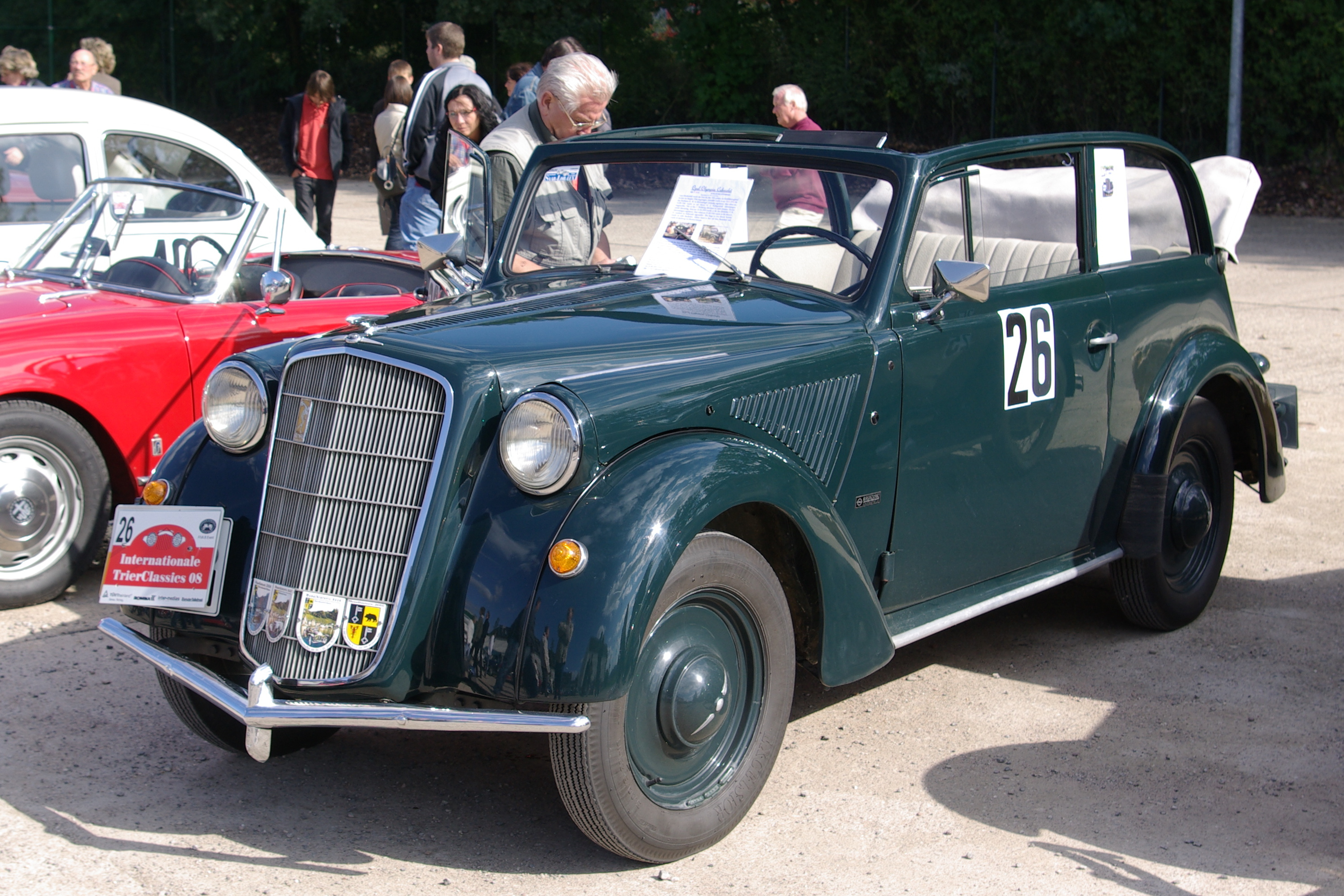
Olympia (1935–1940)

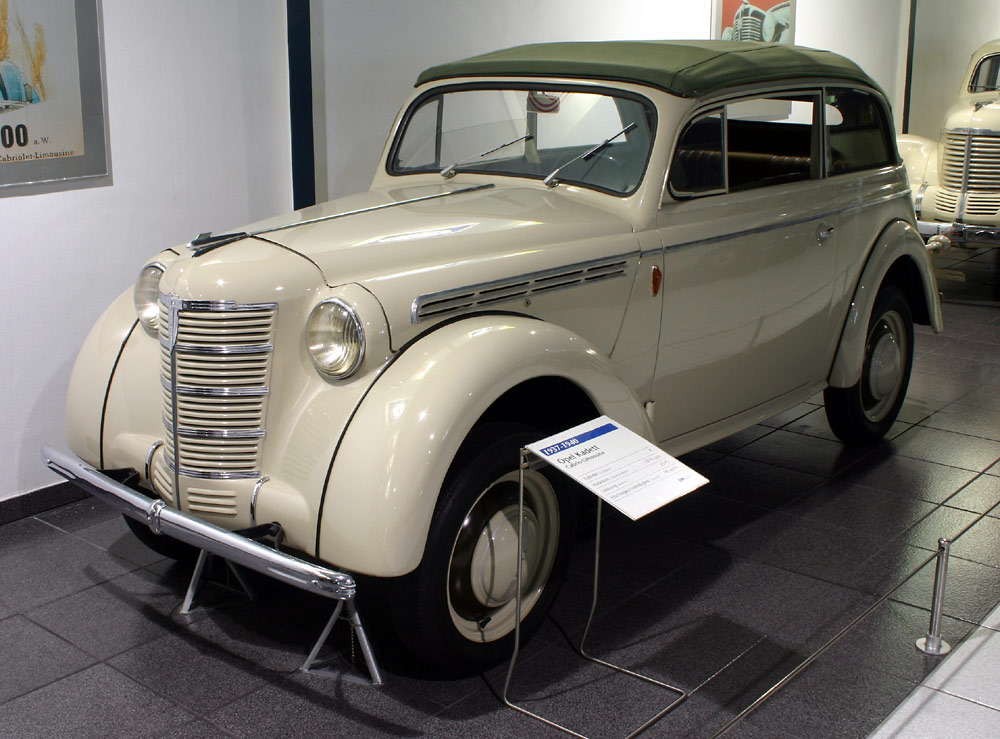
Kadett I (1936–1940)

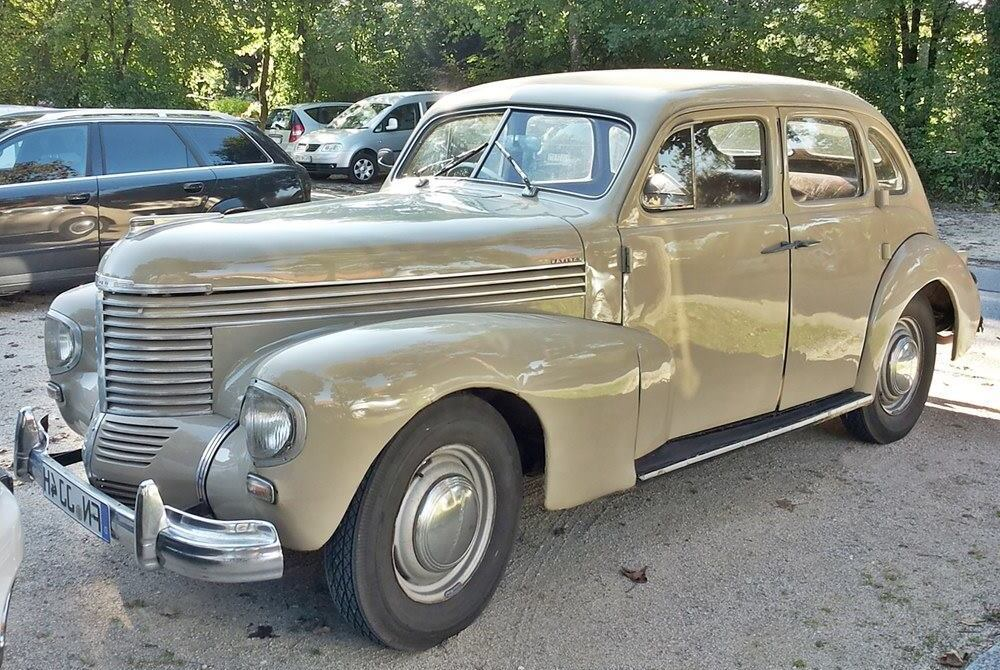
Kapitän (1938–1940, 1948–1951)

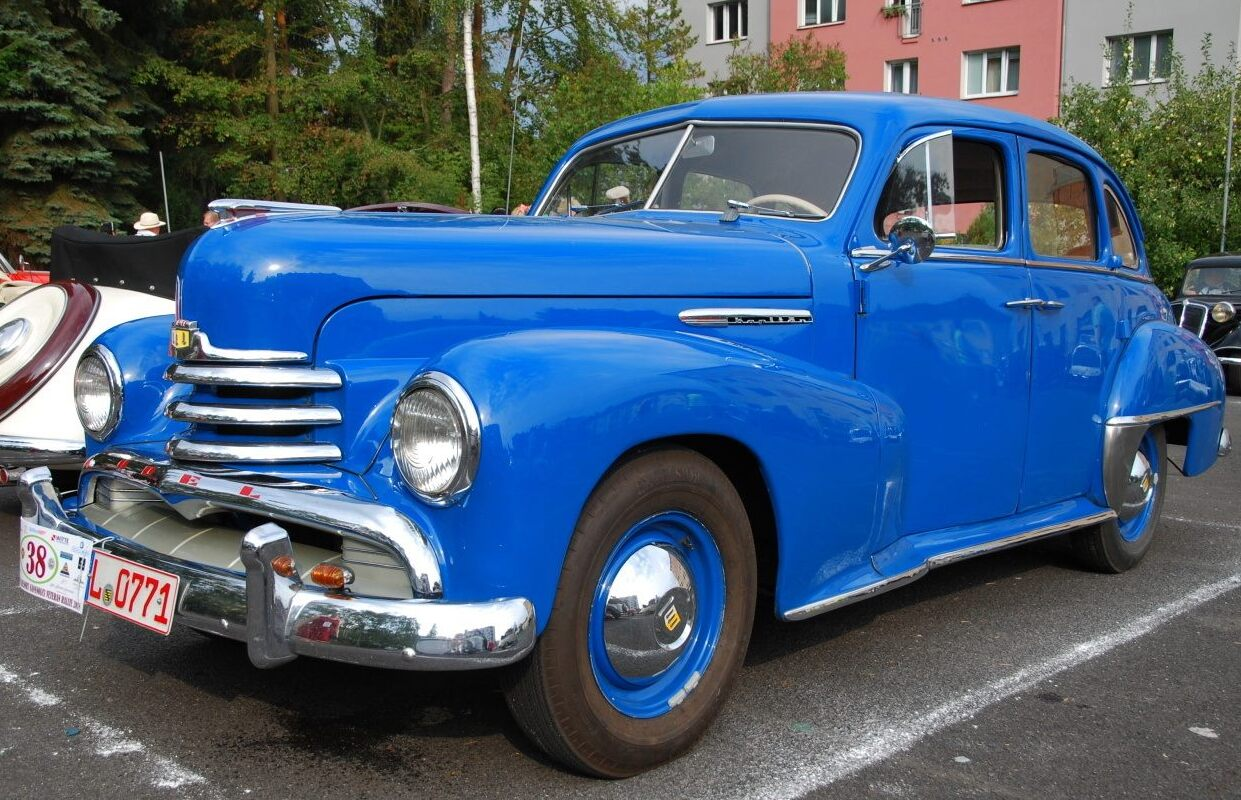
Kapitän (1951–1953)

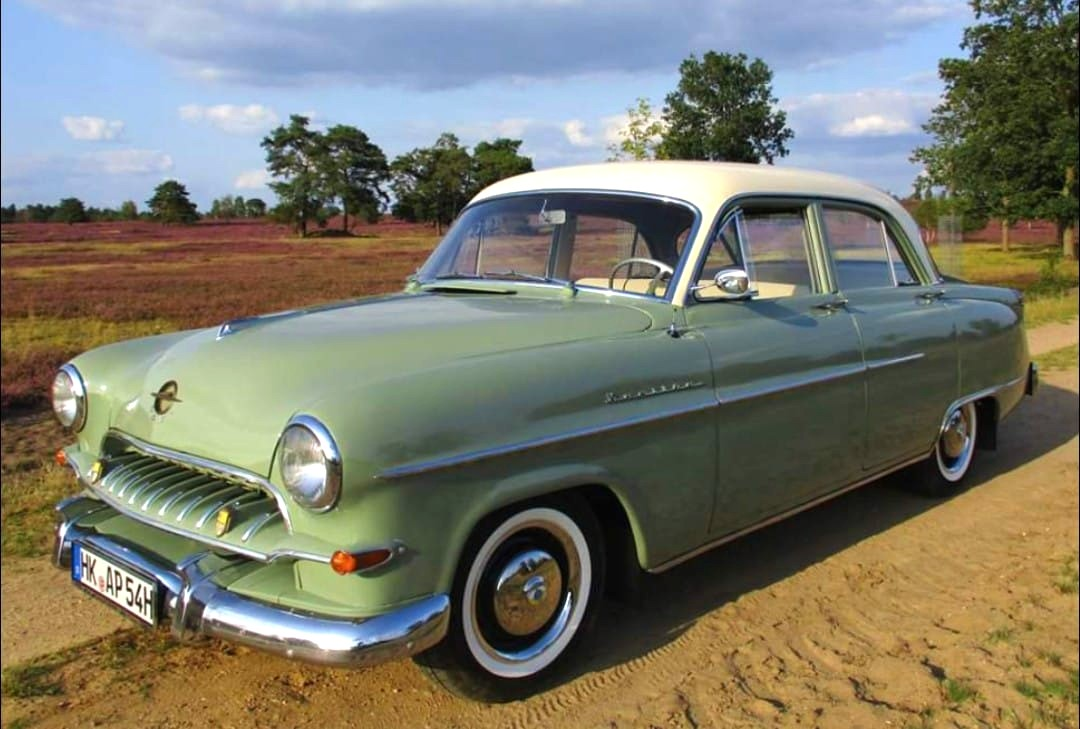
Kapitän (1953–1958)

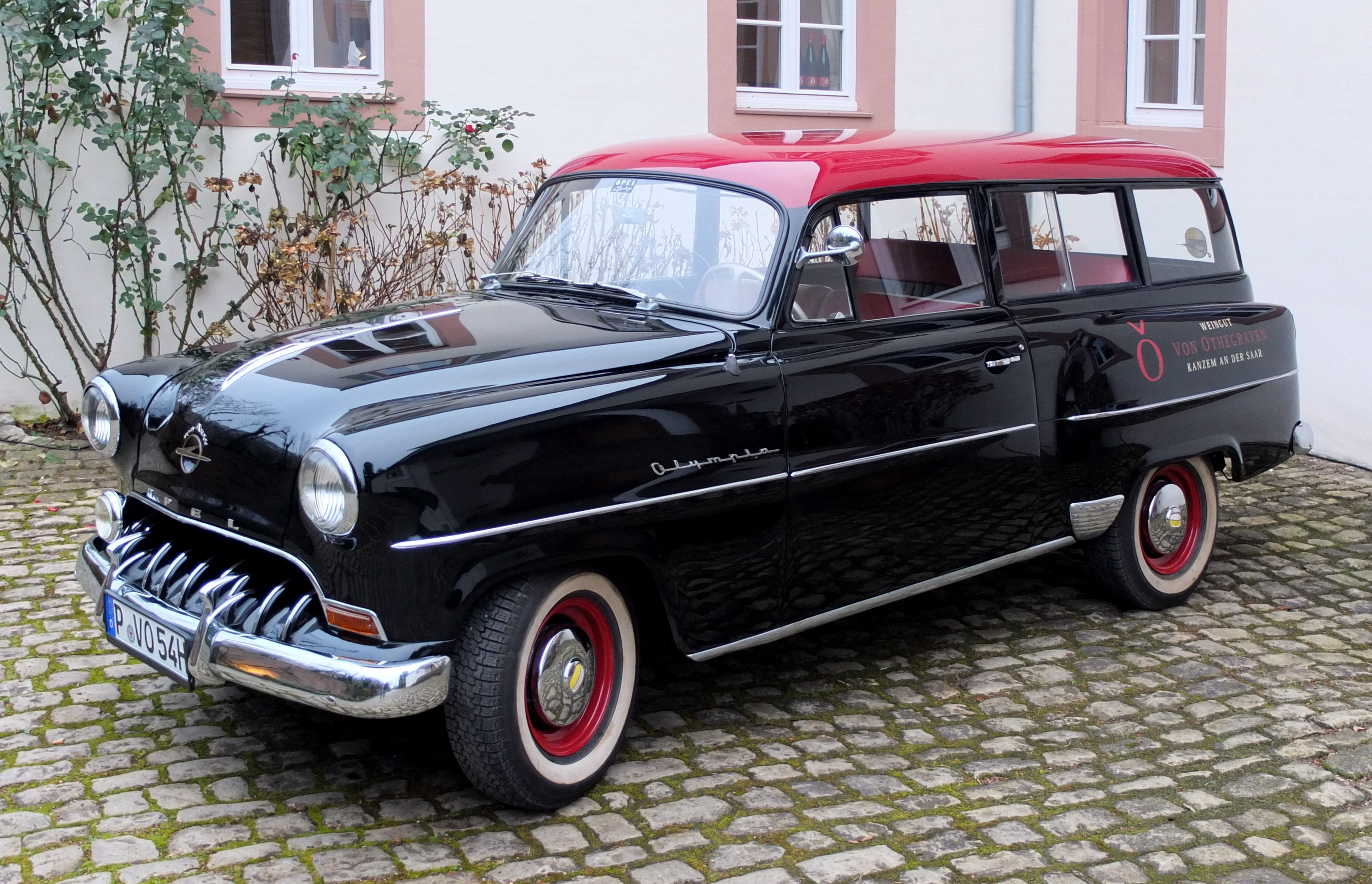
Olympia Rekord CarAVan (1953-57)

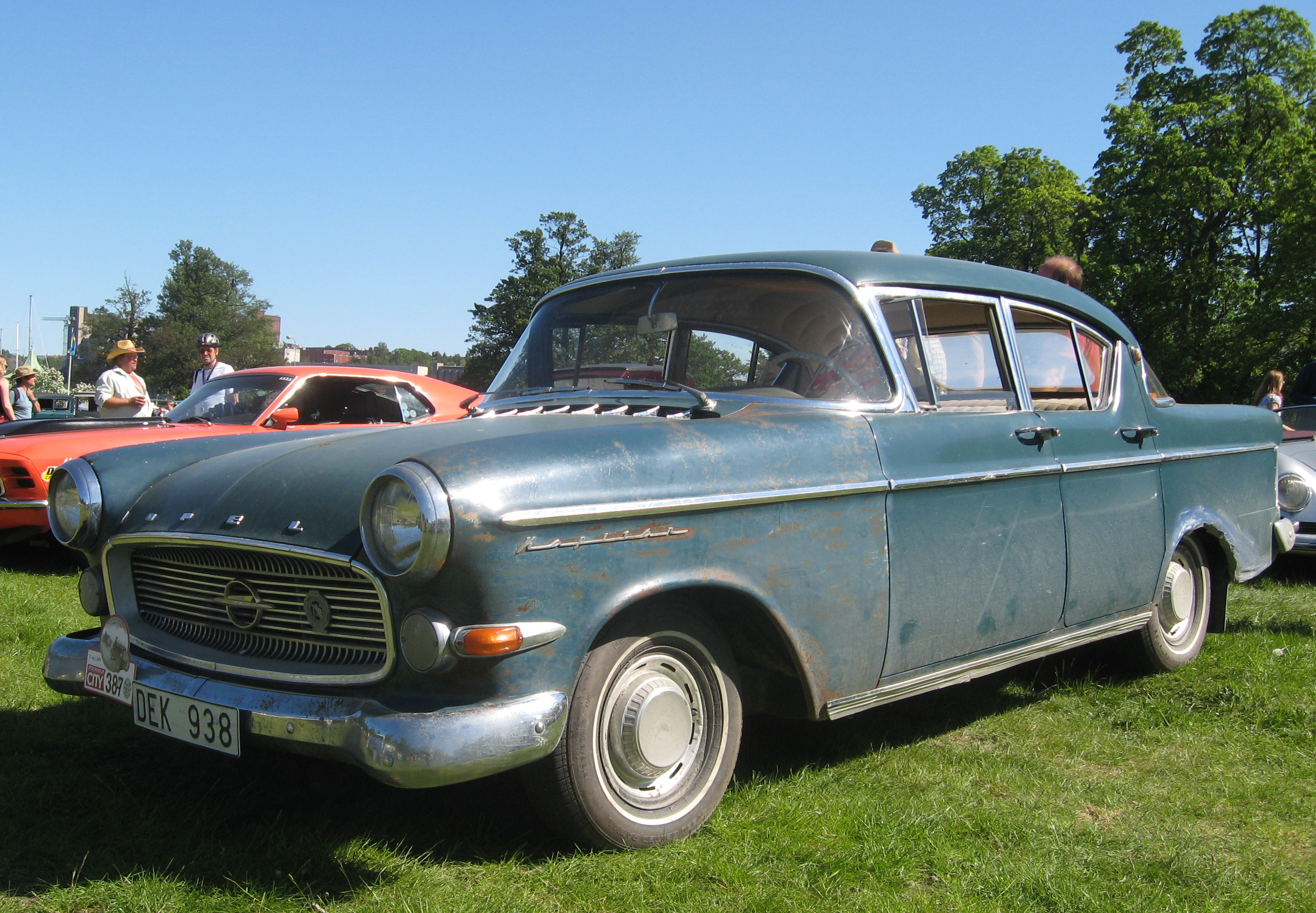
Kapitän P (1958-1959)

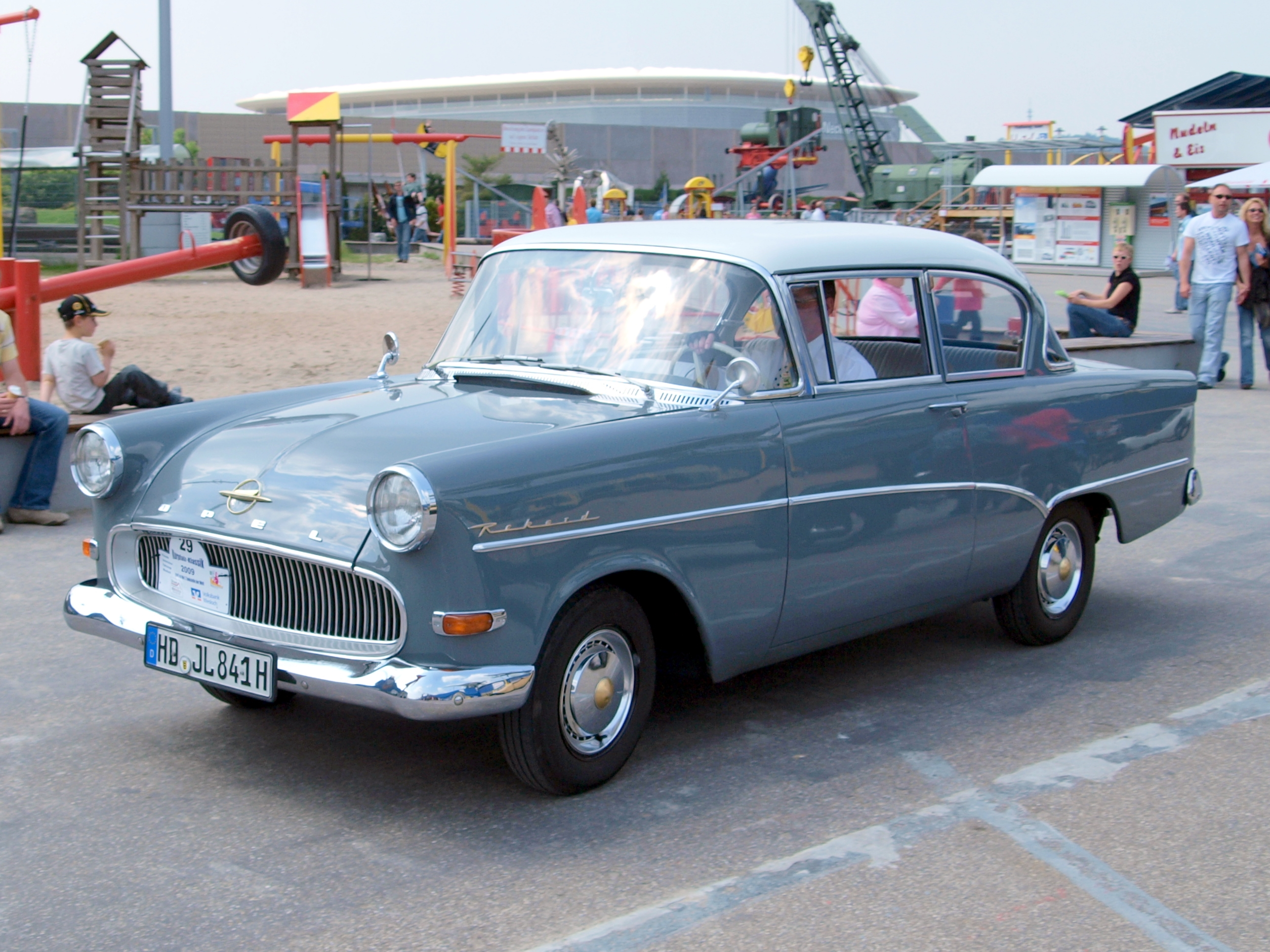
Olympia Rekord P1 (1958–1960)

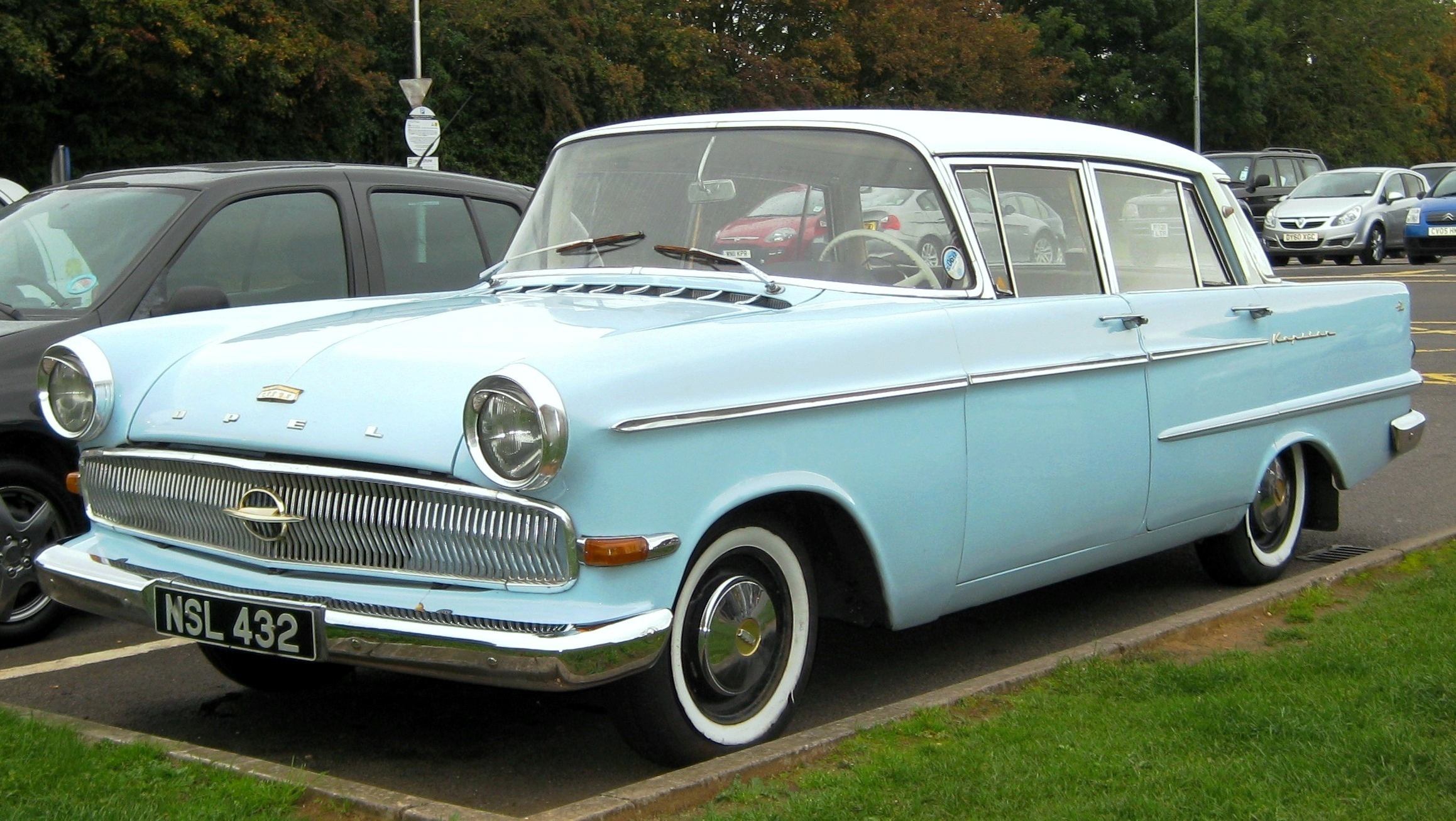
Kapitän P 2.6 (1959-1963)

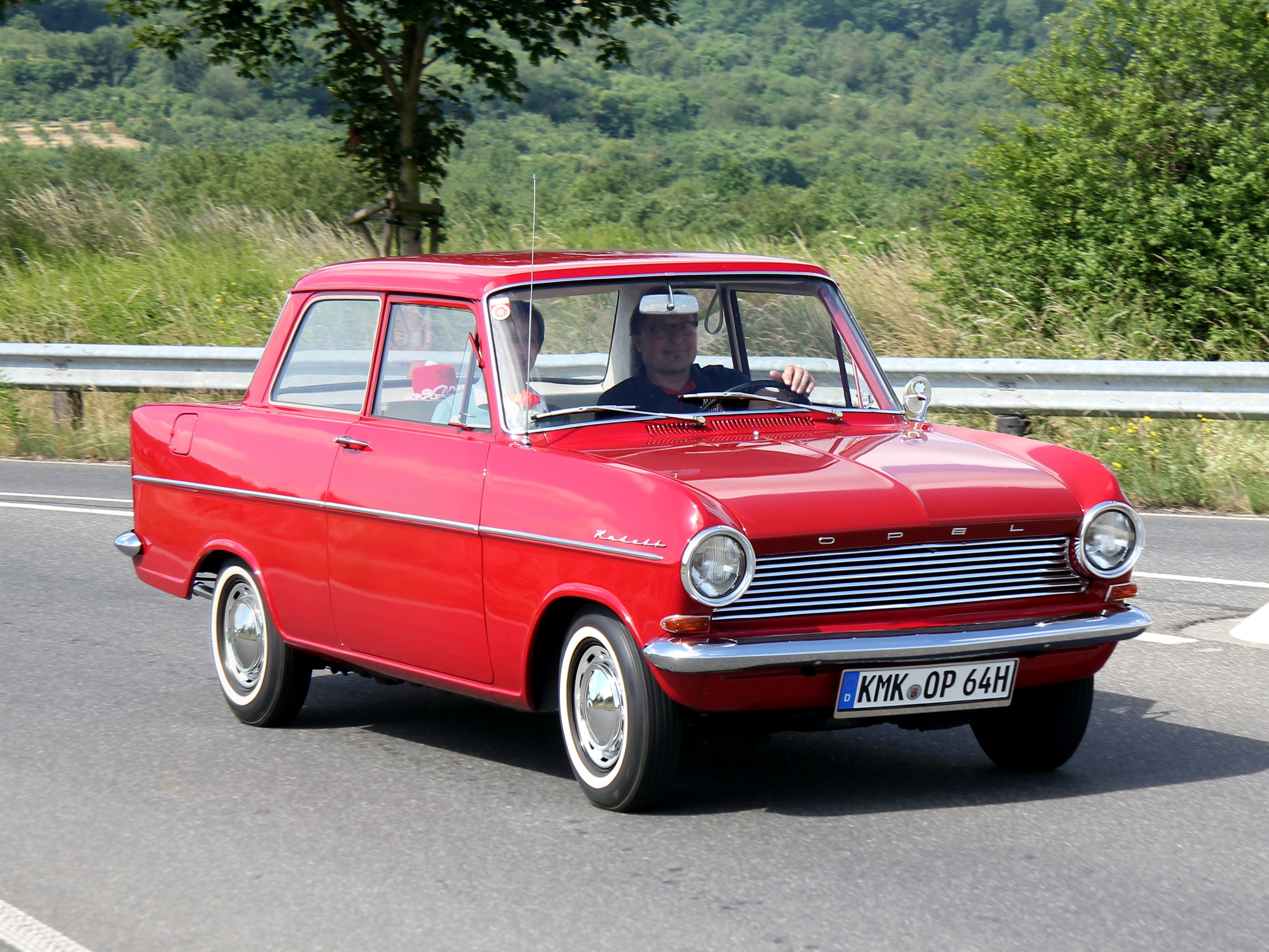
Kadett A (1962–1965)

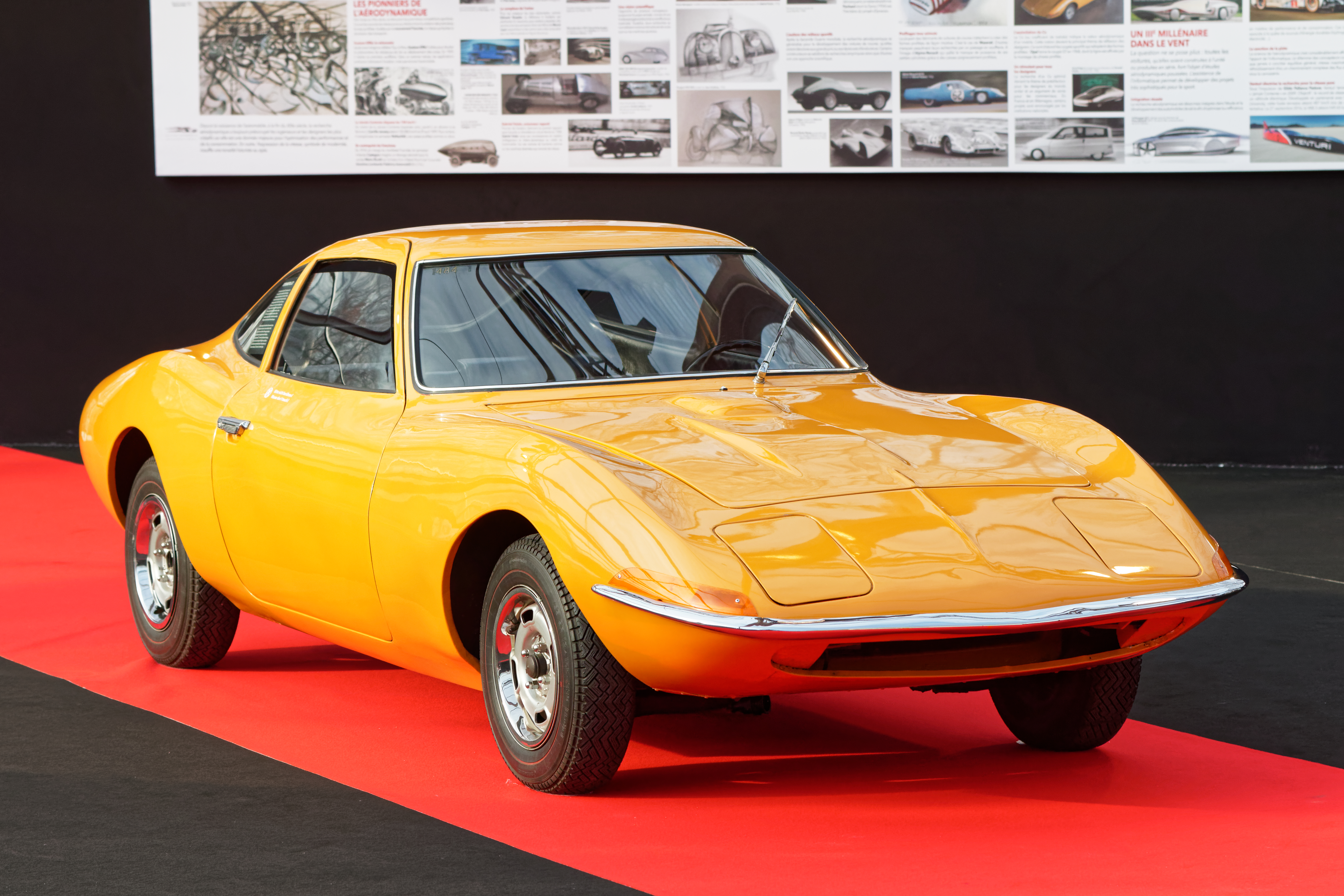
Opel GT 1965 (výroba 1968–1973)

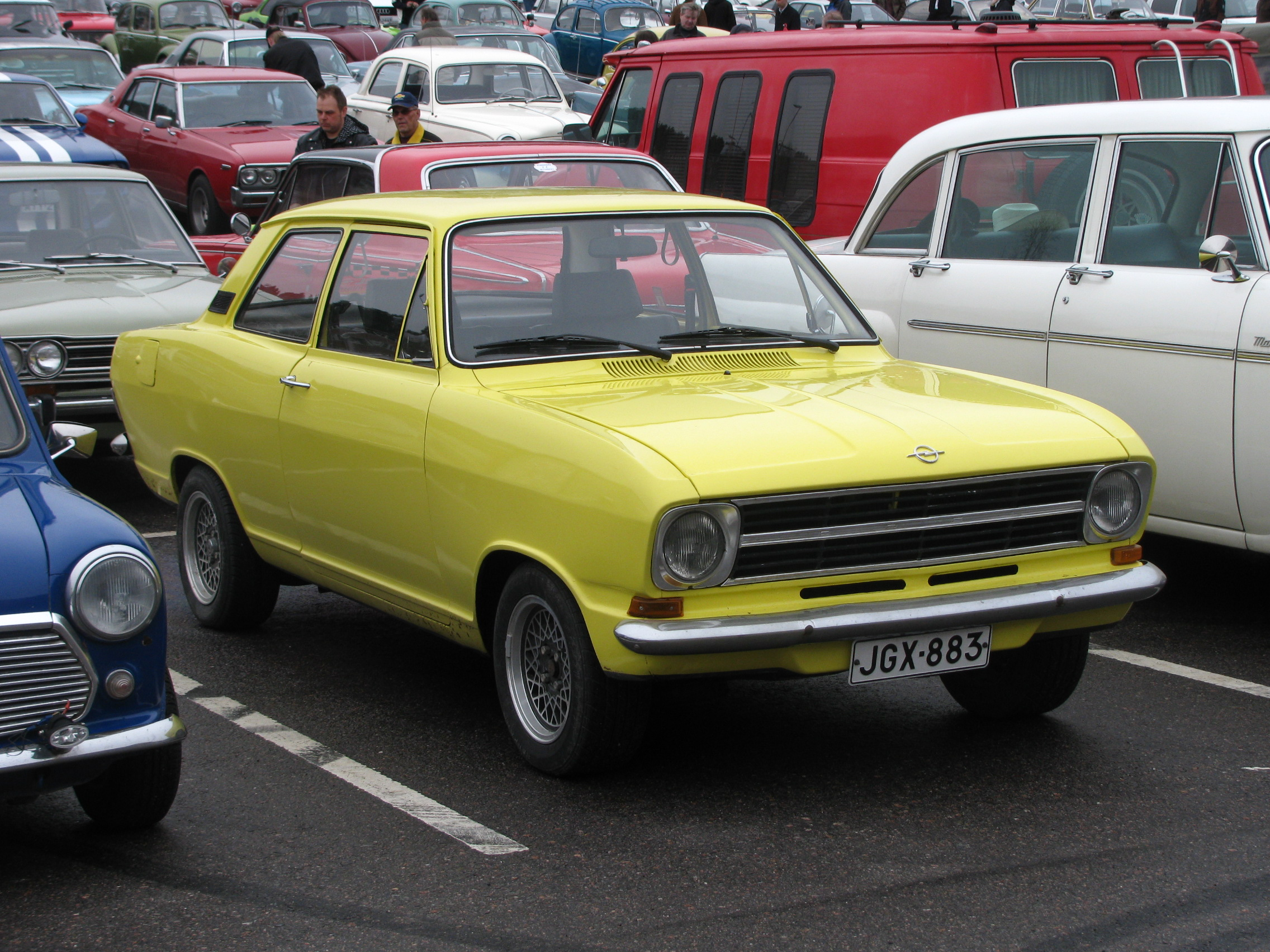
Kadett B (1965–1971)

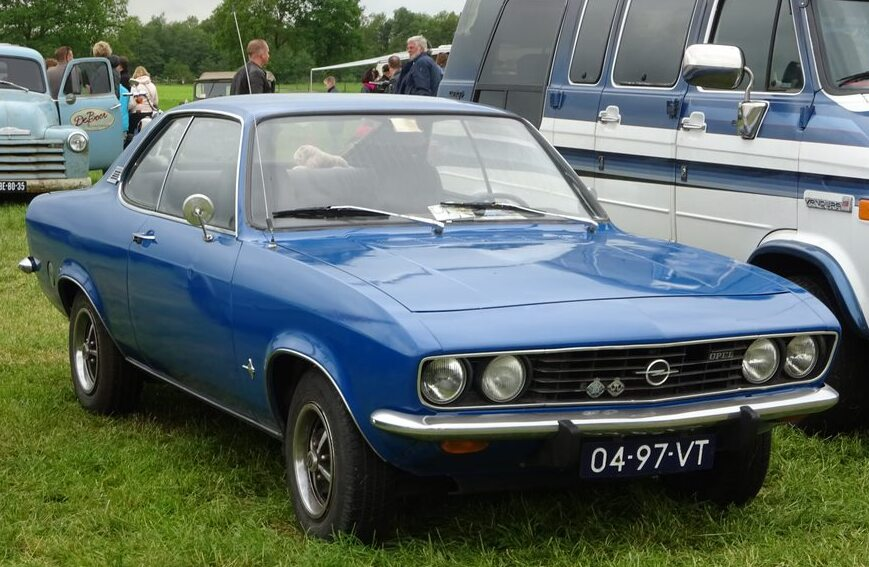
Manta A (1970–1975)

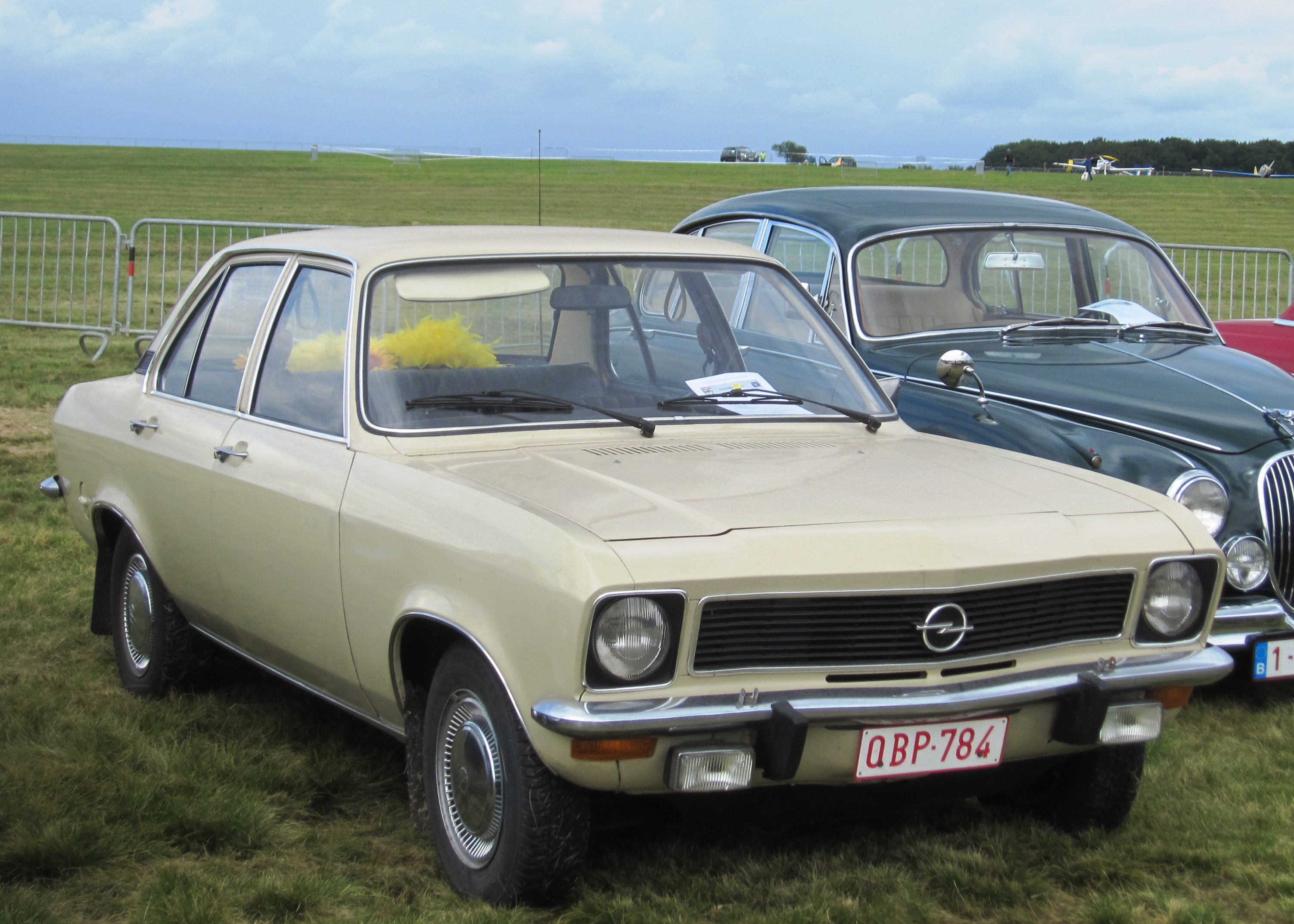
Ascona A (1970–1975)

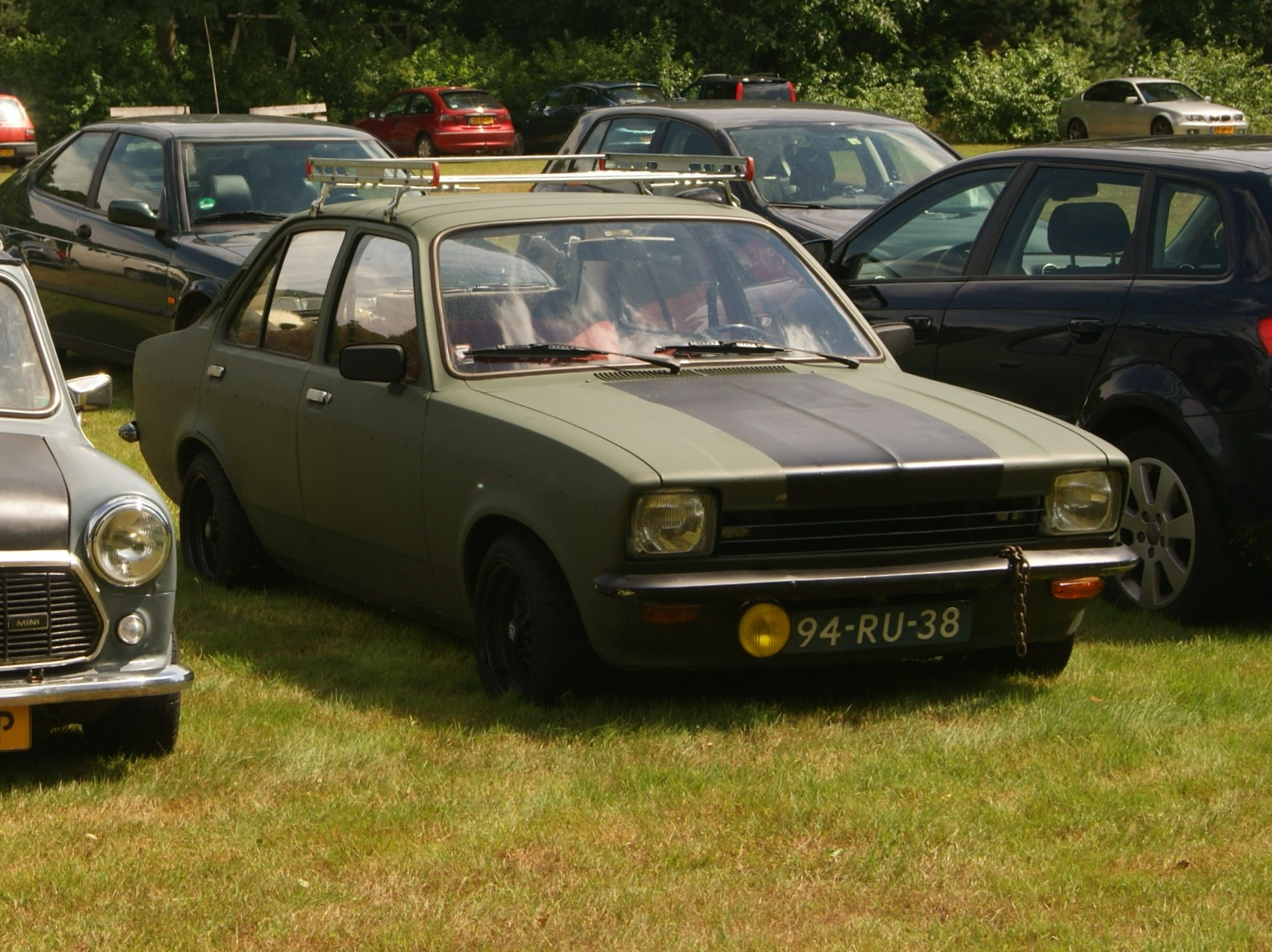
Kadett C (1973–1979)

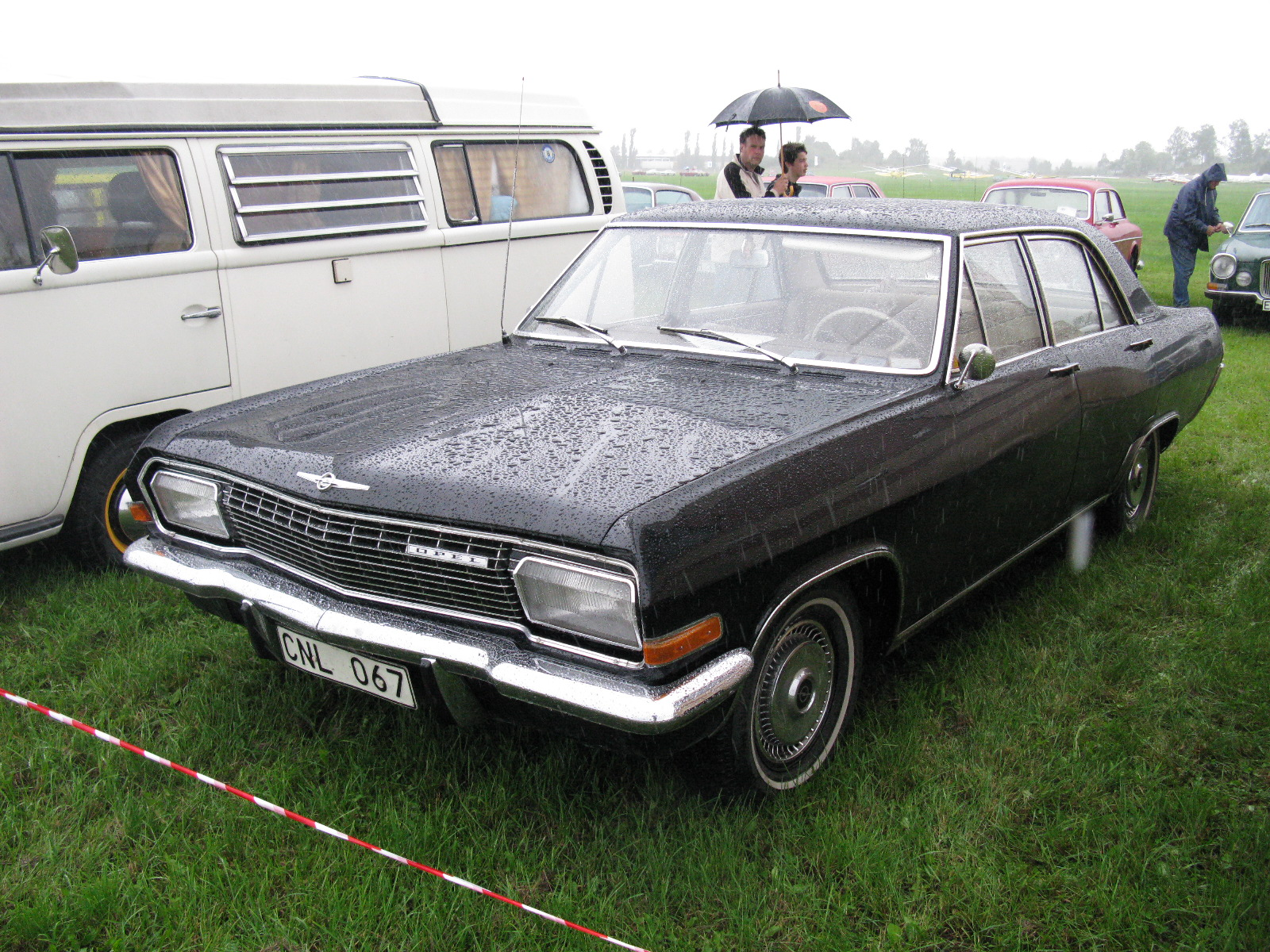
Admiral A (1964–1969)

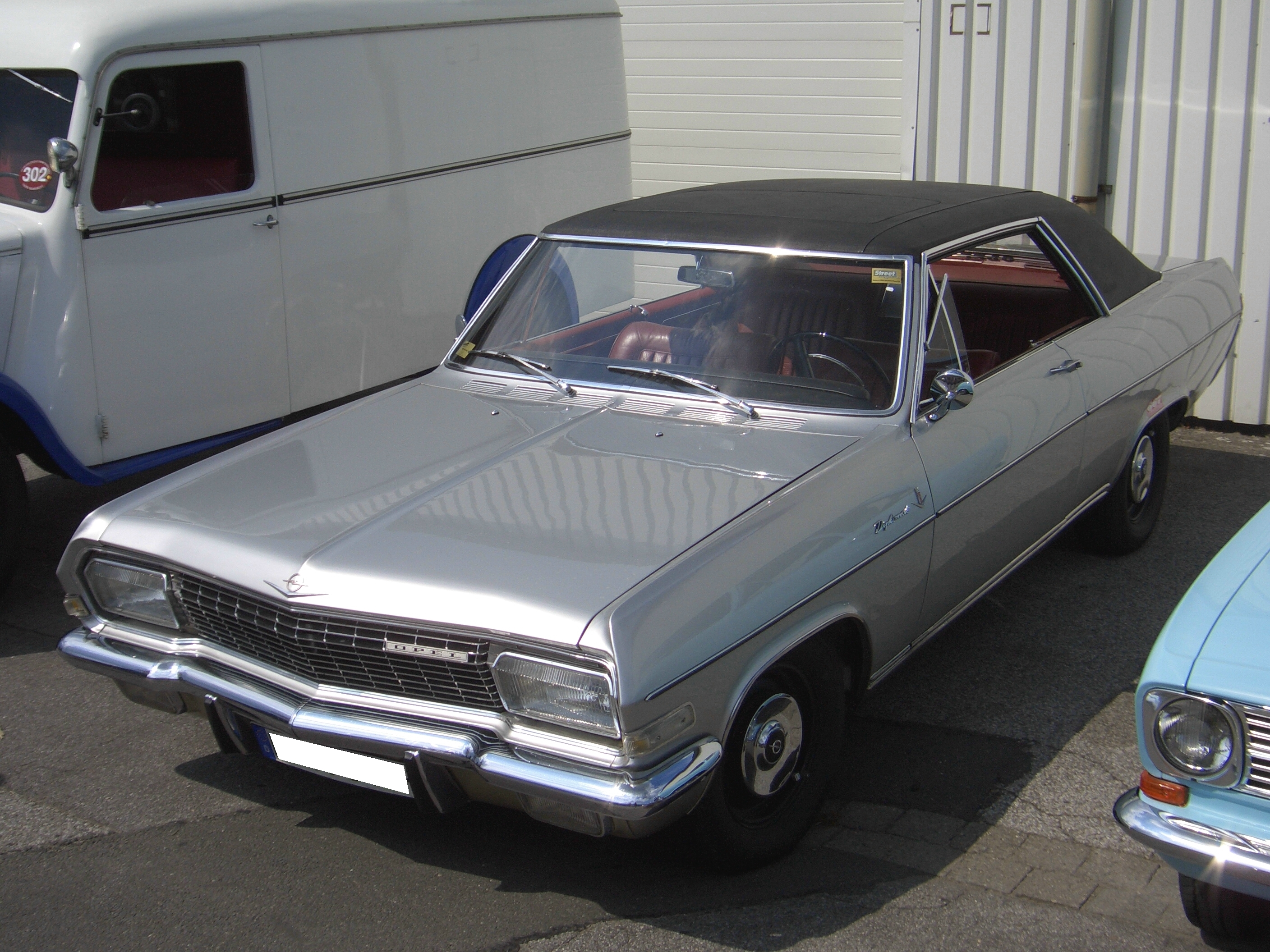
Diplomat V8 Coupé (1965-1967)

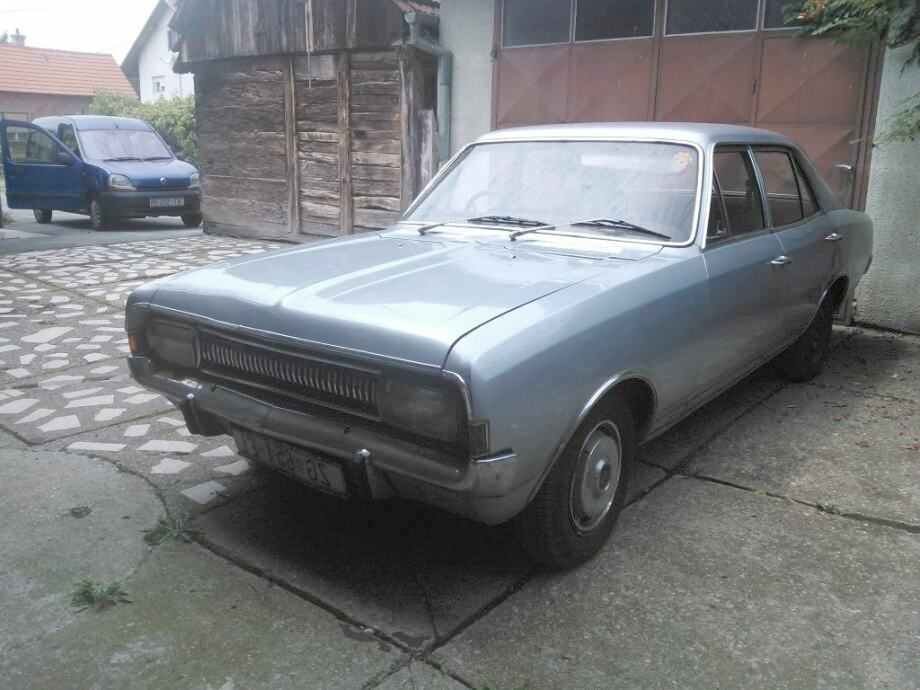
Commodore A (1966–1972)

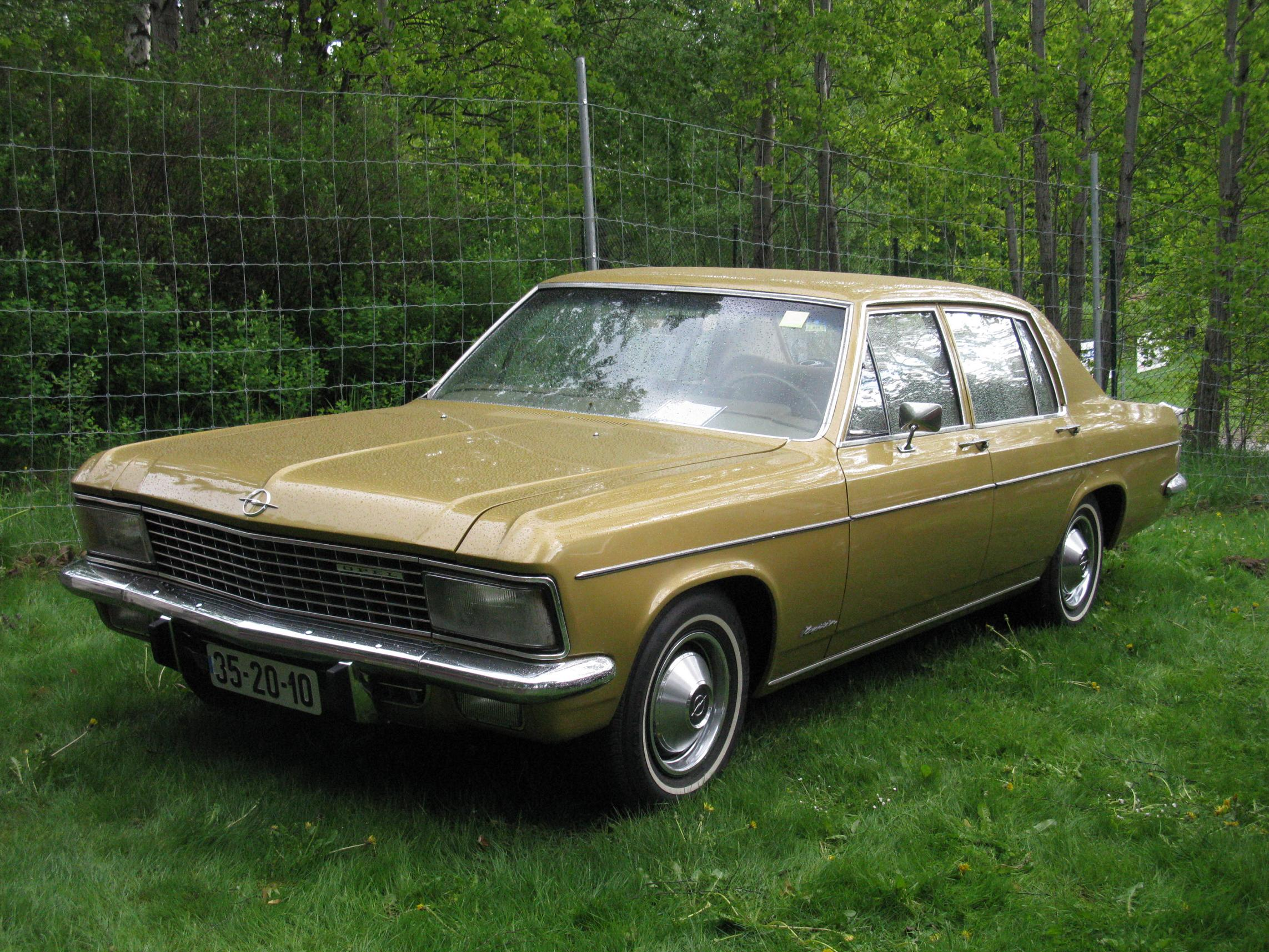
Kapitän B (1969–1970)

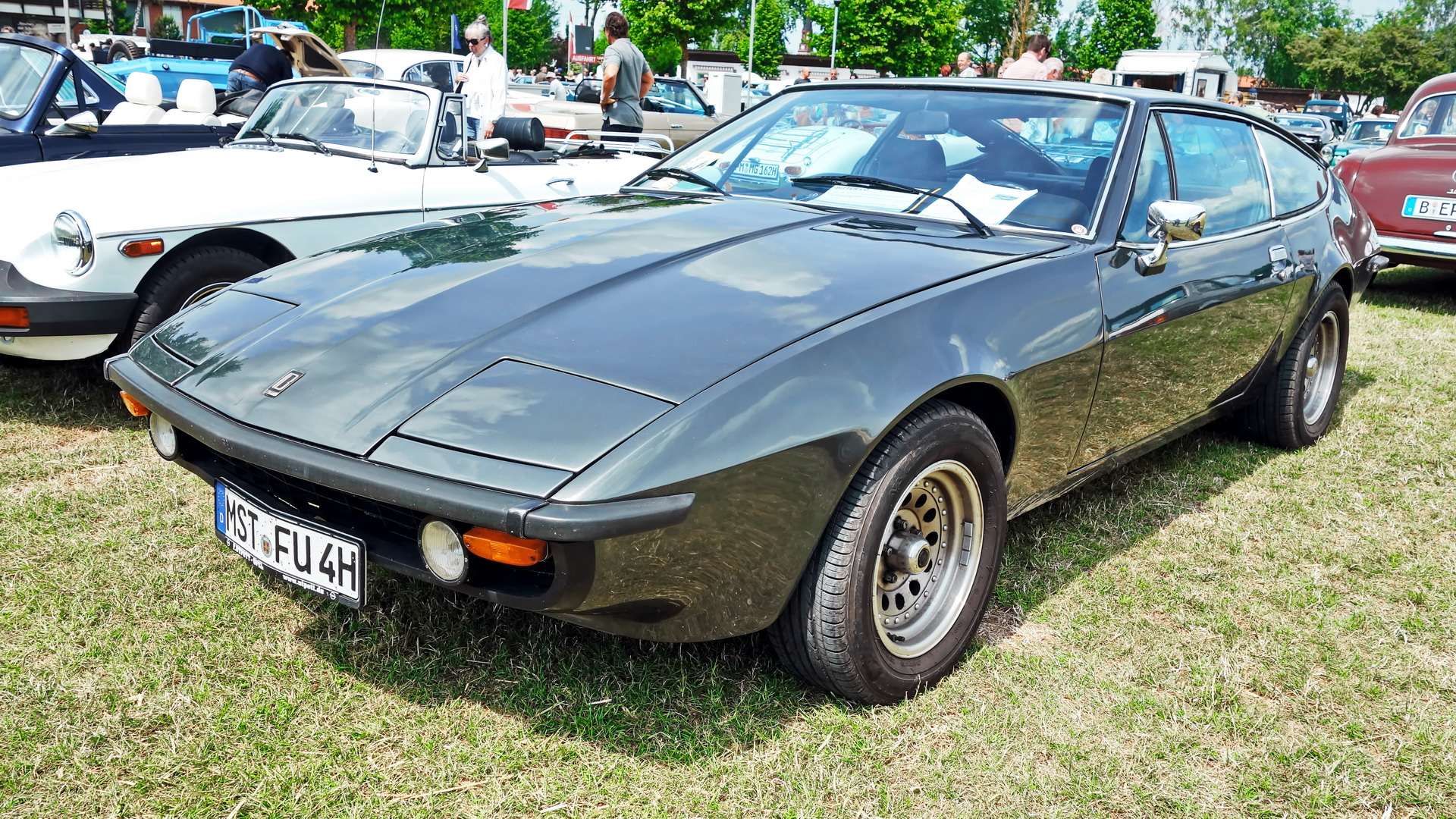
Bitter CD (1972–1979) vzešel
z konceptu Coupé Diplomat 1969

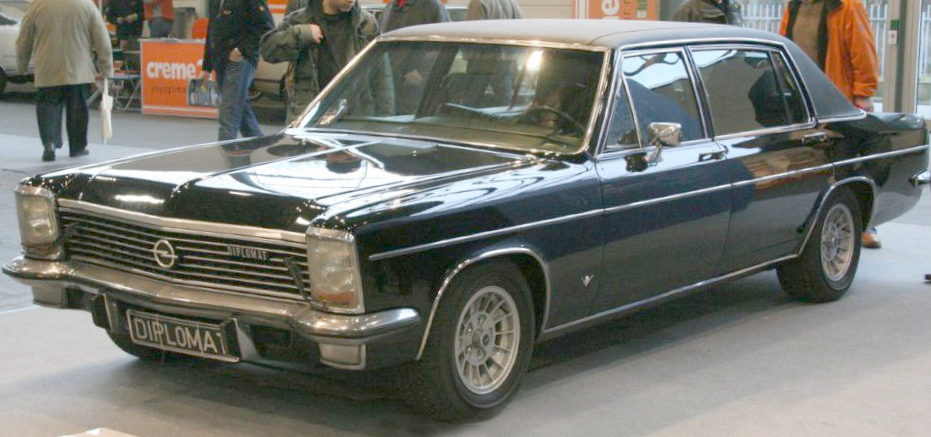
Diplomat B (1969–1977), prodloužená verze

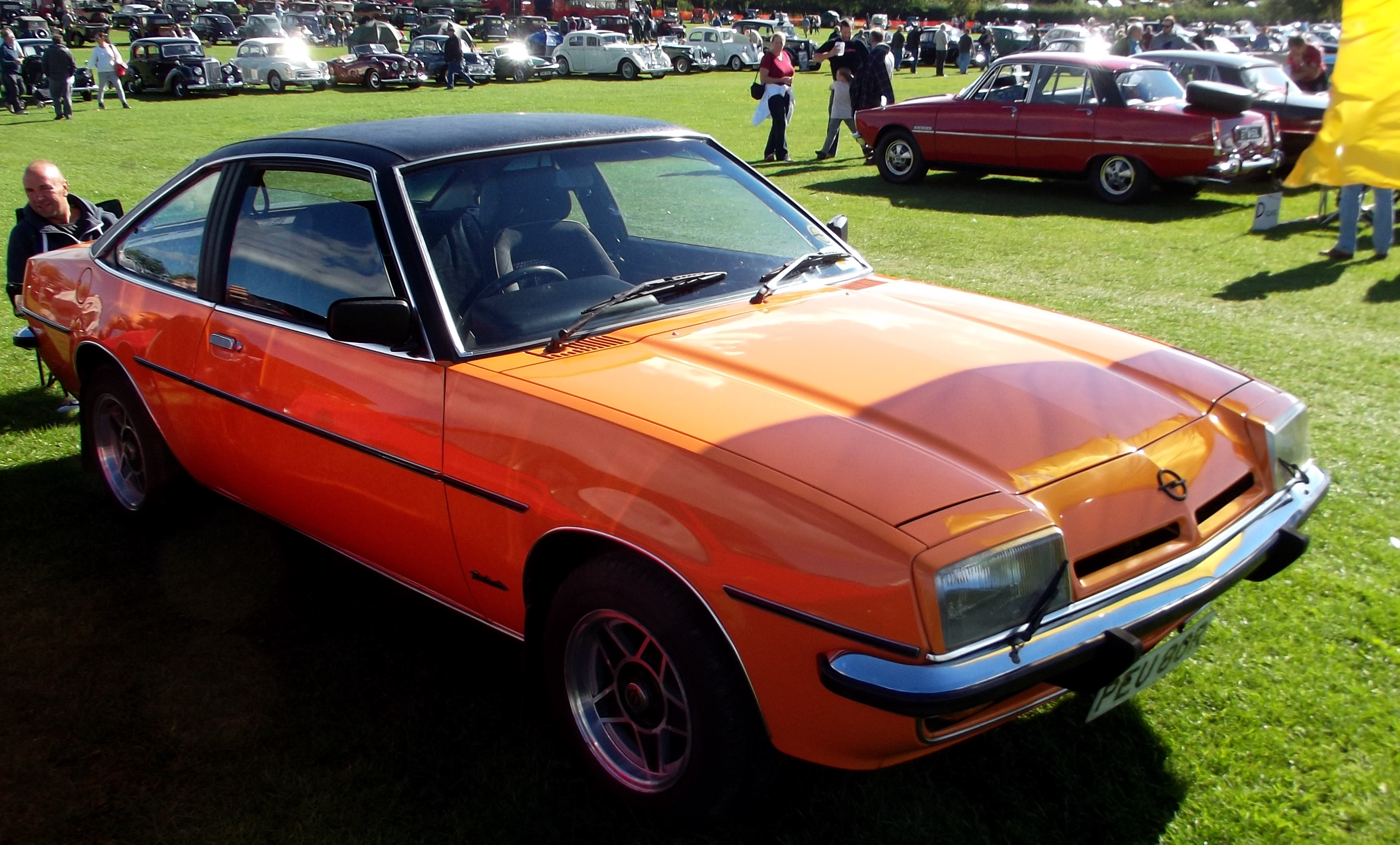
Manta B (1975–1988)

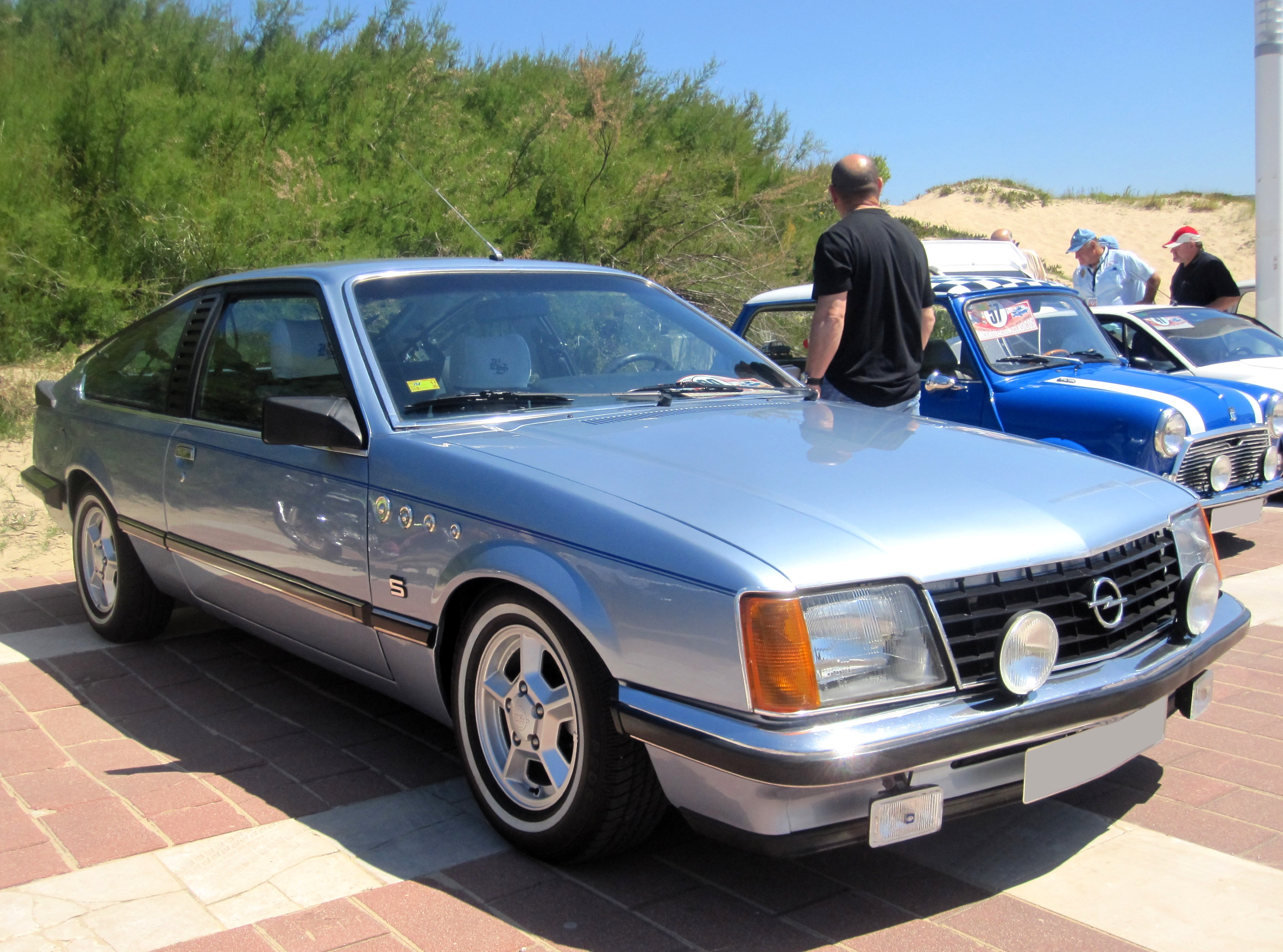
Monza (1978–1987)

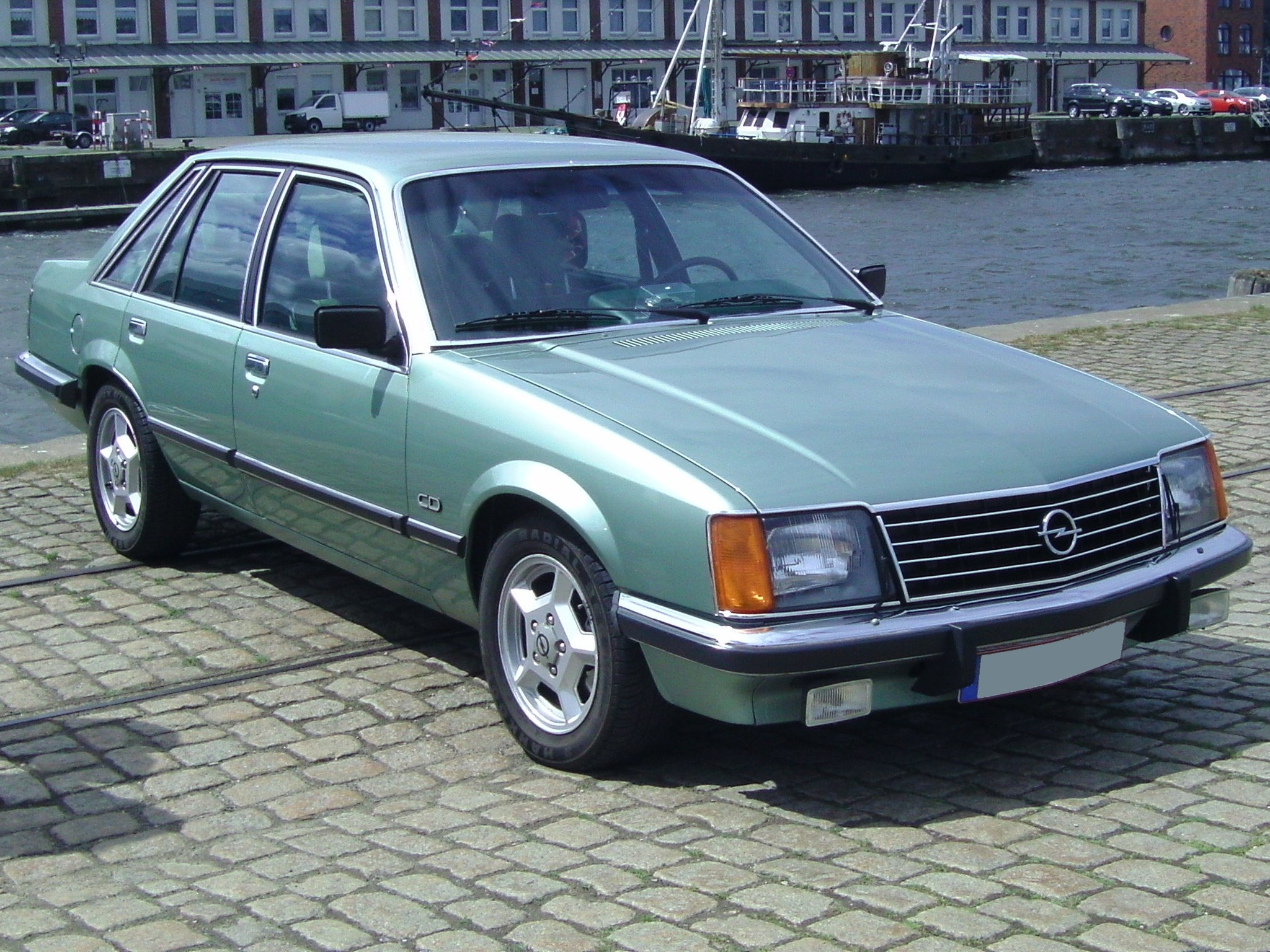
Senator A (1978–1987)

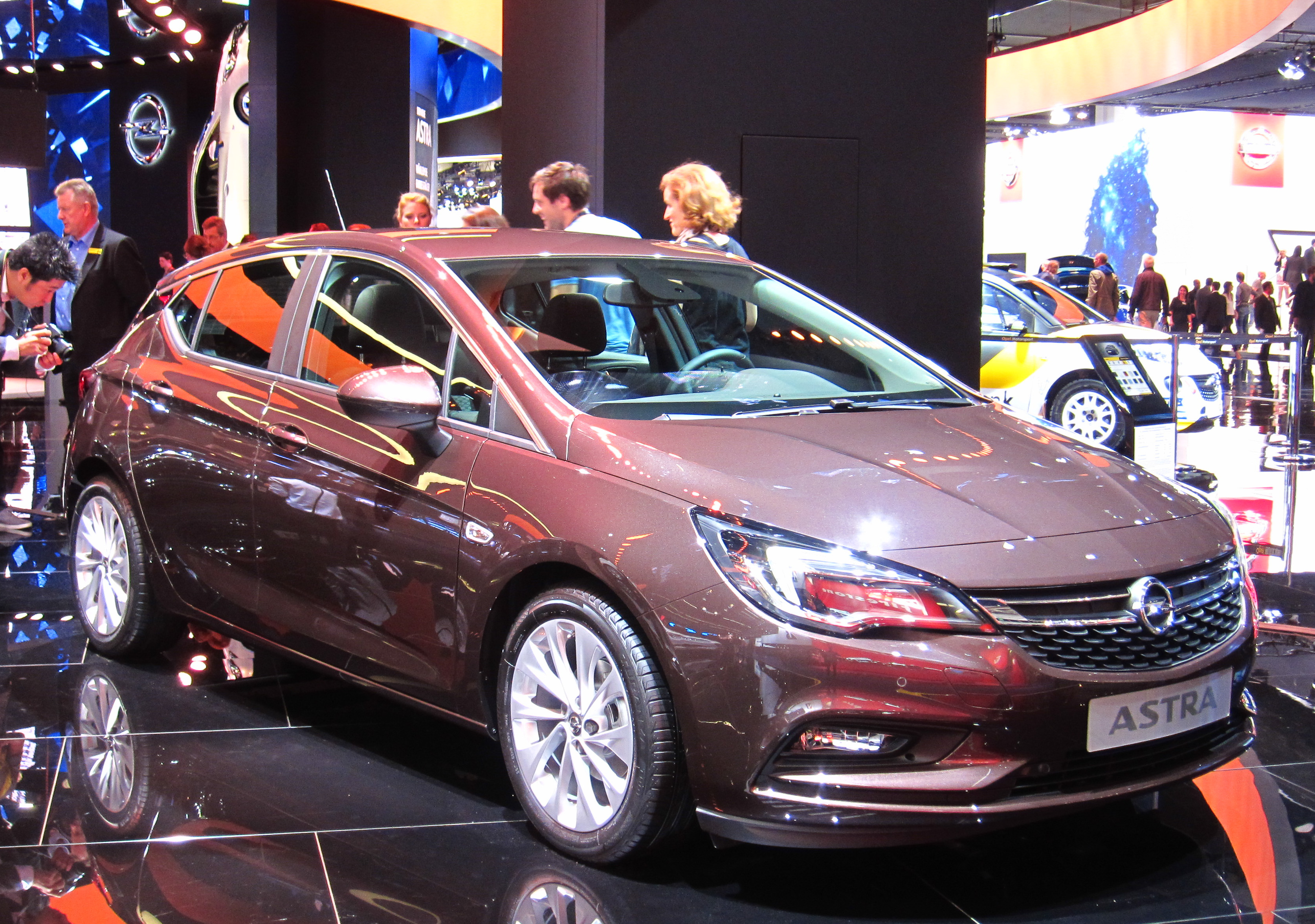
Astra K (2016–2021)

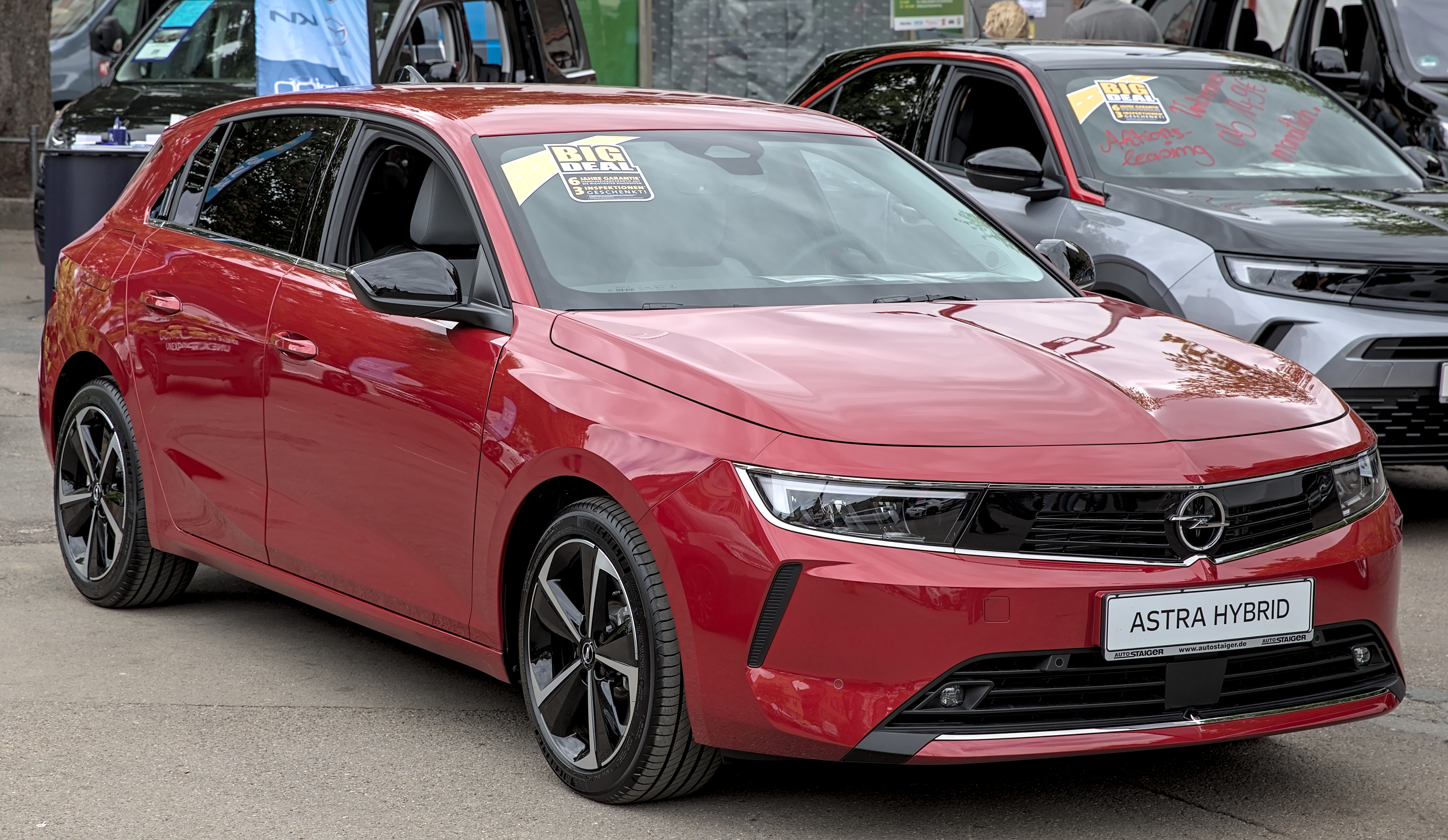
Astra L (2021–

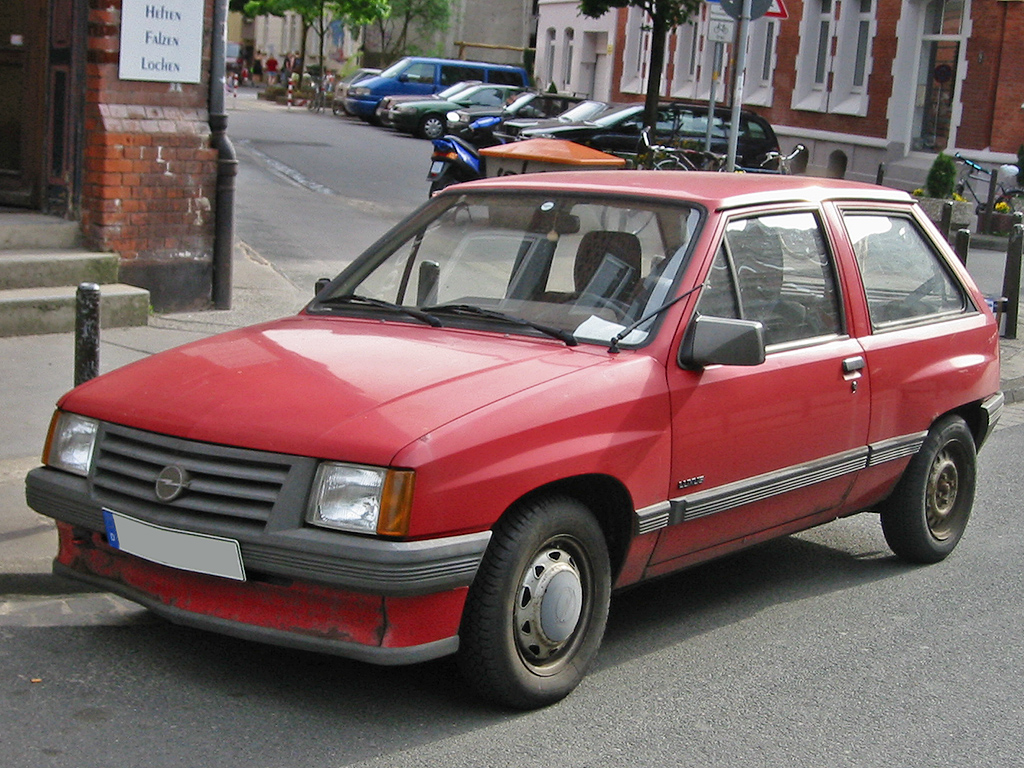
Corsa A (1982–1993)

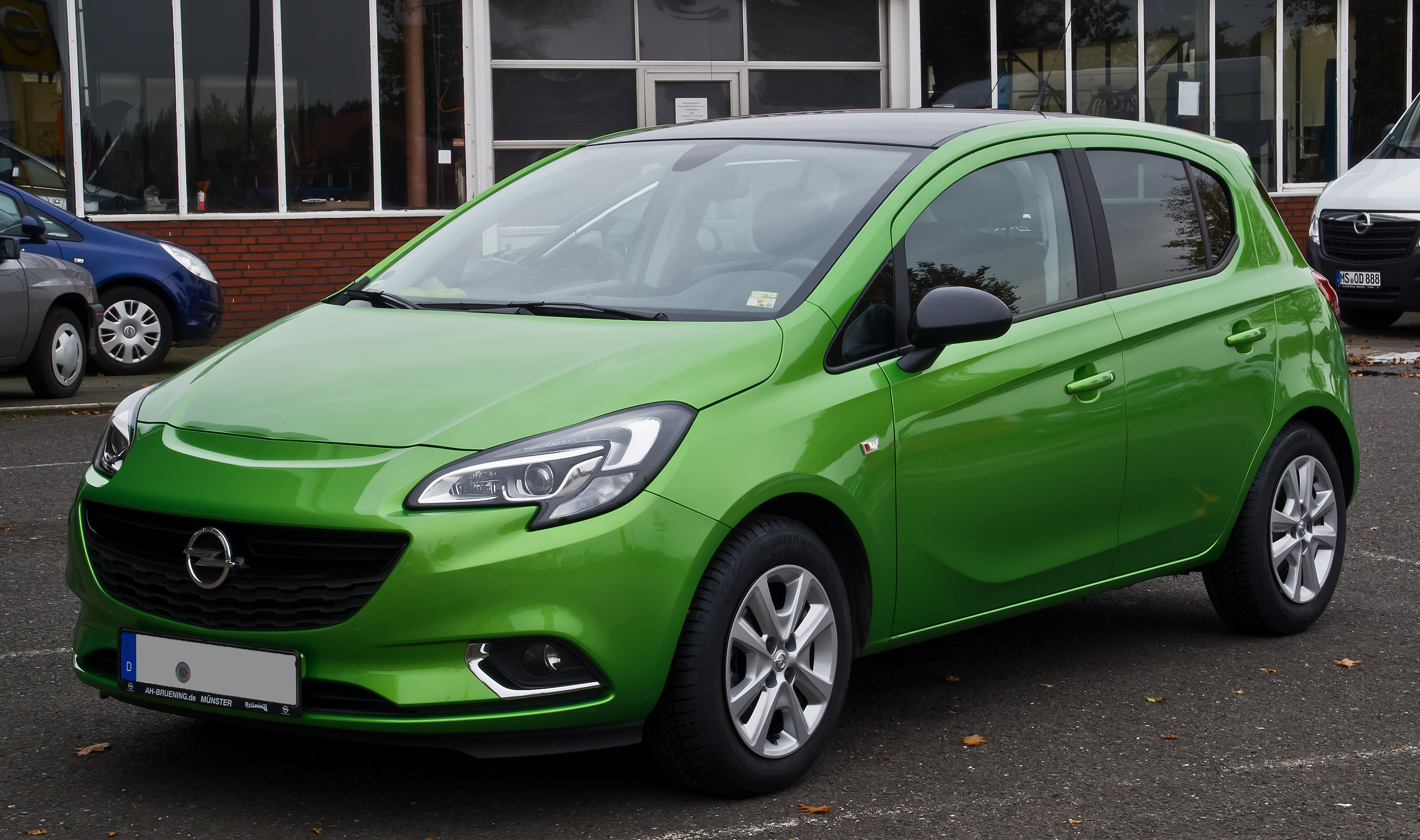
Corsa E (2014–2019)

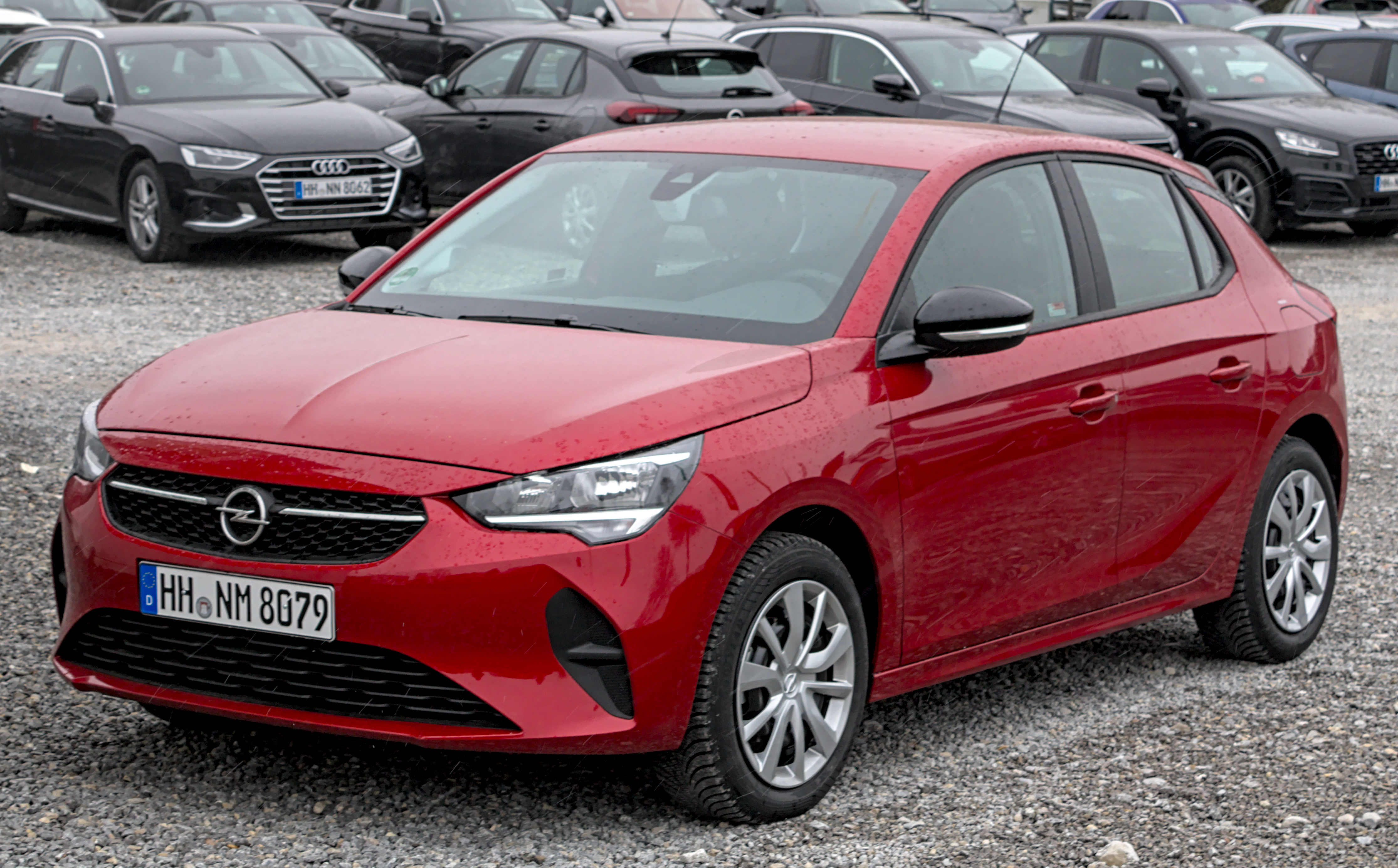
Corsa F (2019–

Adam Opel (1837–1895) založil po zkušenostech ve Francii v hesenském Rüsselsheimu v roce 1862 dílnu na výrobu šicích strojů. Po svatbě s dcerou hostinského, který vyhrál značnou sumu ve výherní loterii, si v roce 1868 otevřel továrnu na šicí stroje. Odbyt stoupal už pro zvyšující se militarizaci a potřebu vojenských uniforem. Po návratu nejstaršího syna z Anglie, který si přivezl jízdní kolo, začal Opel v roce 1884 i s výrobou jízdních kol. Všech pět synů pana Opela poté šířilo jejich slávu mnoha vítězstvími v cyklistických závodech, což z něj učinilo jednoho z největších výrobců kol v Německu, stejně jako šicích strojů. Polozávodní kolo Opel-Victoria-Blitz z roku 1893 neslo jméno, které se později stane označením nákladních vozů Opel Blitz i znakem samotné automobilky. V roce 1898 vyrobil Opel téměř 25 000 šicích strojů a 15 000 jízdních kol. Po smrti otce v roce 1895 přesvědčili synové matku k zahájení výroby automobilů, tehdy značně nejisté. I pan Opel očekával, že automobily budou pouhou výstředností velmi bohatých. V lednu 1899 koupili podnik Friedricha Lutzmanna, který se zranil při automobilovém závodě a za krize v původním podnikání začali v Rüsselsheimu montovat automobily Opel-Lutzmann vybavené kočárovými karoseriemi a jednoválcovými motory vzadu. V roce 1901 doplnili výrobu motocykly. Když byli na automobilové výstavě v Paříži odmítnuti Renaultem, začali v roce 1902 montovat vozy jiného francouzského, tehdy velmi úspěšného, výrobce Darracq s dvouválcovými motory pro německý a rakouský trh. Jejich produkce pod názvem Opel-Darracq rychle stoupala, ostatní německé vozy byly zastaralé koncepce. V roce 1902 začala výroba Opelu 10/12 HP, prvního modelu podle vlastního návrhu. V červnu 1907 se Opel stal ziskem třetího místa automobilové soutěže v pohoří Taunus coby výrobce nejlepšího německého vozu dodavatelem tamějšího císařského dvora.

### Přelomový model
V roce 1909 začal Opel nabízet malý, relativně cenově dostupný, dvoumístný vůz 4/8 PS s čtyřválcovým motorem coby robustní a naprosto spolehlivé vozidlo pro doktory, zvěrolékaře a právníky. Oblíbili si jej zejména veterináři a venkovští lékaři – velká světlá výška jim umožnila jízdu za pacienty po špatných cestách. Toto "doktorské auto" učinilo osobní automobil společensky přijatelný a z Opela největšího výrobce vozů v Německu. Konkurenční začínaly na pětinásobku jeho ceny. S rozsáhlým požárem továrny v roce 1911, která provozy na automobily poškodila jen mírně, přestal Opel vyrábět šicí stroje, které se přestávaly vyplácet. Po požáru modernizovaná továrna, otevřená k 50. výročí vzniku společnosti roku 1912, začala vyrábět i specializované požární vozy. První vůz značky vyráběný ve větších sériích Opel 5/12 PS, který udělal z Opelu před propuknutím první světové války největší automobilku Evropy, se vyráběl v letech 1911–1920. Během války Opel licenčně vyráběl letecké motory Argus a BMW. Rodině vynesl přínos císařství šlechtický přídomek "von".
Po první světové válce se jízdní kola stala populární jako levná doprava a za německé hyperinflace byl Opel jejich největším výrobcem na světě. Zahájil i výrobu jízdního kola s pomocným motorem, které vyvinul už v roce 1913. V září 1921 vyhrál Fritz von Opel, vnuk zakladatele firmy, inaugurační závod okruhu AVUS se závodním vozem Opel. V červnu 1923 vyhrál tamtéž závod na motocyklu Opel. Druhorozený z bratrů Wilhelm, který před vypuknutím velké války pobýval v USA, investoval prostředky získané exportem vozů do nákupu potřebných technologií a Opel začal od května 1924 vyrábět otevřený dvousedadlový vůz 4 PS "Laubfrosch (Rosnička)" s karoserií jedině zelené barvy jako první německý automobil na montážní lince. Pořizovací cena, odpovídající na začátku obdobným vozům, klesla do června 1931 na polovinu i pro strmě rostoucí poptávku. Rosnička velmi připomínala Citroën Type C, Citroën se ale práv u německých soudů nedomohl. Opel zpřístupnil osobní automobilovou dopravu coby způsob cestování lidem všech tříd Německa. S úspěchem "Rosničky" byl v roce 1928 se 44 % největším německým výrobcem i exportérem aut, přestože procházel menší krizí. V květnu 1928 dosáhl Fritz von Opel s vozem poháněným raketami na tuhé palivo na okruhu AVUS rychlostního rekordu 238 km/h. Reklamní dopad podpořil prodej osobních automobilů Opel podobně jako jeho úspěchy v dalších druzích motoristického sportu.

## Majetkem General Motors (1929–2017)
Koncern GM odkoupil v březnu 1929, před vypuknutím Velké hospodářské krize, 80% Opelu jako perspektivního masového evropského výrobce pod dojmem jeho moderních továren. Už jako největší výrobce aut v USA i ve světě, který díky mnoha značkám s řadou každoročně faceliftovaných modelů překonal automobilku Ford s jedním zastaralým vozem, zvýšil GM svůj podíl v Opelu do roku 1931 na 100%. První obětí fúze byl majestátní luxusní typ Regent poháněný osmiválcovým motorem objemu šest litrů, představený jako vlajková loď značky v listopadu 1928. Fritz von Opel s Regent Coupé vyhrál ještě v roce 1928 soutěž krásy v Baden-Badenu, ale za vůz s běžnou tovární karoserií se dalo koupit deset "Rosniček". Přestože byl Regent cenově výhodný, prodalo se jen 25 vozů včetně kompletních podvozkových rámů ke karosování, než byly všechny na požadavek GM z konce roku 1929 odkoupeny za plnou cenu zpět a sešrotovány, aby netvořily nedostižnou konkurenci. Namísto podobné malosériové produkce byly zavedeny moderní výrobní metody a zahájen intenzivní vývoj nových typů s celokovovou samonosnou karoserií.
Od července 1931 nahradil "Rosničku" ještě postaru stavěný Opel 1,2 Liter. Vyráběl se do září 1935, kdy dostal modernější motor a s názvem P4 se vyráběl dál. Shodou okolností poté, co Adolf Hitler vyzval německé automobilky k výrobě národního lidového vozu, ze kterého se stal Volkswagen typ Brouk. Opel byl ve vlastnictví amerického GM a typ P4 nejlevnější a nejpoužívanější vůz Německa. Jeho výroba skončila v prosinci 1937.
V roce 1935 se představil na palubě vzducholodi Hindenburg přelety po celém světě vůz nižší střední třídy Opel Olympia propagující zároveň berlínské olympijské hry 1936. Byl prvním německým vozem se samonosnou karoserií, který se vyráběl ve velkých sériích. Nesrovnatelně zužitkoval vnitřní prostor. Louise Renault podle něj nechal navrhnout a vyrábět Renault Juvaquatre. V říjnu 1936 prodal Opel produkci jednostopých vozidel NSU a začal vyrábět malý rodinný vůz Kadett coby svůj "lidový vůz", se kterým v jeho třídě obsadil 59 % německého trhu v roce 1938.
V roce 1937 začal Opel vyrábět luxusní šestiválcové vozy Admiral a Super 6 objemu 3,6 l, resp. 2,5 l, podobné Chevroletu Master stavené stejně konzervativně na podvozkovém rámu. Byly schopné jet dlouhodobě na plný výkon po nových německých dálnicích. Masivní podpora motorismu Adolfem Hitlerem v Německu učinila z Opelu v roce 1937 největšího výrobce automobilů v Evropě. V prosinci 1938 představený Opel Kapitän náhradil Super 6. Měl stejný motor, byl ale prostornější, ovšem dík samonosné karoserií lehčí a  rychlejší. Vyrobilo se jich jen 3422, na podzim 1940 přerušil Opel kvůli 2. světové válce výrobu osobních vozů a vyráběl jen nákladní, motory Sd.Kfz. 2, kabiny letadel a různé vojenské zařízení. Moderně konstruovaný Kapitän získaný v rámci paktu Ribbentrop–Molotov inspiroval vozy GAZ M20 Poběda se samonosnou karoserií. V roce 1941 opustil poslední americký řídící pracovník Opel, koncern GM však formálně zůstával vlastníkem. Po německém vyhlášení války USA odepsal GM roku 1942 Opel jako "majetek v rukou nepřítele". V továrnách Opel byla využita práce nuceně nasazených. Oproti jiným německým automobilkám ale ne vězňů koncentračních táborů. V roce 1951 si GM vyplatil dividendu z válečného účtu Opel, na kterém byla závratná suma. Historické vyrovnání GM z roku 1999 označilo tuto platbu za "hanebnou", protože pocházela z utrpení nuceně nasazených. O vojenskou angažovanost Opelu však GM neusiloval, ani si ji nepřál a při pražádném vynutitelném vztahu mezi Opelem a GM jí nemohl zabránit. V roce 2000 Opel přispěl na odškodnění nuceně nasazených.

### Poválečná léta
Pobočný závod Brandenburg byl spojeneckým bombardováním skoro zničen, do konce války ale obnovil výrobu. Jménem Vítězných mocností byl demontován a odvezen spolu s výrobními linkami Opel Kadett z Rüsselsheimu do Sovětského svazu jako poválečná reparace společně s dokumentací i některými techniky. Počátkem prosince 1946 se na linkách začal vyrábět Kadett provedení 1938 coby Moskvič 400.
Koncern GM napřed nevěděl, co s také skoro zničenými továrnami Opel pod vojenskou správou na západě. Nejprve opravovaly poškozené vozy. Rekonstrukce v Rüsselsheimu trvala až do konce roku 1947, kdy z továrny vyjel první poválečný Opel Olympia a začal se vyrábět podobně mírně upravený Kapitän coby první německý poválečný šestiválec. Nejprve se prodával výhradně okupační správě, většinu kupců tvořili američtí vojáci. Doplňkově Opel vyráběl chladničky, poválečná kupní síla umožnila běžným Němcům leda malá vozítka s motocyklovými motory. Marshallův plán ale brzy pomohl jejímu rychlému růstu. Koncem 40. let byl Kapitän největším osobním automobilem v Německu. Byl symbolem úspěchu a dobře se prodával. Každý druhý se vyvezl. Trhy se vzmáhaly z přerušení civilní výroby i konfiskace vozů, které skončily na různých bojištích.

### Německý hospodářský zázrak
V březnu 1951 Opel představil mírně upravený, robustněji působící Kapitän. V březnu 1953 začal vyrábět nástupce vozu Olympia – řadu Olympia Rekord s pontonovou karoserií a širokou chromovanou maskou, která byla jako všechny poválečné vozy Opel inspirována americkým stylem. Ve své kategorii šlo o jeden z nejpozoruhodnějších a přitom nejdostupnějších vozů. Dobře šel na odbyt a stál na počátku poválečného zázraku firmy. Variabilní Olympia Rekord CarAVan kombinující dopravu nákladu a/nebo pasažérů byla zcela něčím novým. Zadní sedadla šla sklopit a elegantní vůz s takto vytvořeným objemným vnitřním prostorem se změnil na praktickou dodávku s velkou užitnou hodnotou a hospodárným provozem. Přišel vhod zničenému, obnovujícímu se státu s málo provozuschopnými vozy. Inspirací byly upravené rozměrné taxikářské vozy station wagon stojící v Americe před vlakovými nádražími pro přepravu jak osob, tak objemných věcí. Vůz přitáhl pozornost a zvýšil prodej. Od listopadu 1953 začal Opel vyrábět Kapitän se zcela novou pontonovou karoserií a původním motorem o mírně vyšším výkonu. V SRN na čas zaujal třetí místo v prodeji za vozy VW Brouk a Olympia Rekord. Jako symbol prosperity dosáhl masivního rozšíření mezi představenstva a vedoucí pracovníky, ale také živnostníky nebo obchodníky. Úspěšný byl i celosvětově – občas se exportovaly přes 2/3 produkce a Kapitän se stal nejprodávanějším šestiválcem Evropy. V roce 1958 byl na německých silnicích každý druhý šestiválcový motor značky Opel. Od července 1958 začal Opel vyrábět trochu větší Kapitän P značený podle americky panoramatických oken, které ovšem ve voze evropských rozměrů příliš omezily zejména vstup na zadní sedadla. Se svažující se střechou jako u kupé byl elegantní, ale vzadu zmenšil prostor nad hlavou. Nevyhovoval a špatně se prodával. S upravenou karoserií a zcela novým motorem 2,6 l se však v roce 1959 stal posledním vozem Opel, který v prodejích šestiválcových vozů v SRN překonal Mercedes-Benz.
V roce 1957 začal Opel vyrábět následníka Olympia Rekord, módní Olympia Rekord P s velkými panoramatickými okny delší téměř o 20 cm. Zaujal i vedení GM a jako první Opel se prodával v USA, prostřednictvím sítě Buick. Každý rok přicházel s drobnými stylistickými změnami, jak bylo na tamním trhu zvykem. Prodával se pod různými názvy. Jednoduchý dvoudveřový se sníženým zdvihovým objemem jako přímý konkurent vozů VW Brouk nesl označení Opel Olympia. Od srpna 1959 Opel 1200 při současném vypuštění slova Olympia z názvu Opel Rekord. V srpnu 1960 je nahradil nový Rekord s mírně upravenou karoserií bez panoramatických oken s kódem P2. Levný Opel 1200 si panoramatická okna zachoval do prosince 1962, kdy ustoupil ve prospěch menšího osvědčujícího se obrozeného vozu Kadett A. Pro úřady a exportní trhy byl v nabídce jednoduše jako Opel 1200 karosovaný, ale silnější Opel 1500. Slušnou čtvrtinu výroby vozů Opel Rekord činilo kombi CarAVan oblíbené zvlášť řemeslníky. V roce 1963 začal Opel vyrábět širší Rekord A prakticky stejné délky, ale delším rozvorem o asi 10 cm, který se podobal Chevroletu Nova. Motory se od roku 1937 stále mnoho nelišily. V roce 1965 je nahradily nové v Rekordu B, který se zvenčí lišil jen detaily. Už v roce 1966 ho nahradil trochu větší Rekord C. V roce 1971 začal Opel vyrábět Rekord D s výrazně větší zasklenou plochou. V roce 1972 dostal první vznětový motor Opel vycházející z motoru speciálu Opel Diesel Rekordwagen, aerodynamického kupé Opel GT, které v červnu 1972 stanovilo dva světové a 18 mezinárodních rekordů. V Rekordu D byl použit pro lepší konkurenci taxikářským vozům Mercedes. Nejprve se označoval Rekord II, aby nebyl mylně považován za typ se vznětovým motorem. Opel velmi úspěšně vyráběl ještě Rekord E1 a facelift Rekord E2 v letech 1977–1982 a 1982–1986. Luxusně vybavený Rekord s šestiválcovými motory nabízel Opel od ledna 1967 coby vysoce výkonný typ Commodore. S výrobou pokračoval v generacích Commodore B 1972–1977 a Commodore C 1978–1982, poslední s přední maskou typu Senator. Ke konci výroby byl nabízen i jako kombi pojmenované Voyage s produkcí pár tisíc.

### Návrat menších vozů
S rostoucím blahobytem poválečné ekonomiky klesal v Německu prodej nouzových minivozítek pro méně majetné jako tříkolových Fuldamobil, kabinových tříkolek Isetta nebo Heinkel, kabinových tříkolek a čtyřkolek Messerschmitt, Zündapp a miniautomobilů Lloyd, Gutbrod nebo Glas. Rostl prodej skutečných malých vozů. V reakci nato začal Opel od června 1962 v nově postavené rozlehlé továrně v Bochumi, která podstatně zvýšila výrobní kapacity, vyrábět nový Kadett, moderní dvoudveřový vůz nižší střední třídy s pozdějším označením A. Byl představen v srpnu t. r. a byl módnější, prostornější, rychlejší a dynamičtější, a přitom levnější i hospodárnější než VW Brouk, jehož vysokým prodejům konkuroval. Brouk se vyráběl pod vedením předválečného technického ředitele Opel, který představil první Kadett I a po válce převzal vedení Volkswagen. V roce 1963 začal Opel nabízet Kadett i coby CarAVan a společně s ním vyráběl skoro 50 % všech německých kombi. Téměř každý čtvrtý Kadett A byl CarAVan. V roce 1964 se Kadett začal vyrábět i v belgické továrně Noorderlaan. V roce 1965 ho nahradil rozměrnější Kadett B, který byl na rozdíl od osobních Volkswagenů plně pětimístný. Jeho upravená luxusnější verze se prodávala jako Opel Olympia.
Spolu s Kadettem B představil Opel v září 1965 koncept a od srpna 1968 začal montovat dvoumístné kupé Opel GT. Snažil se zbavit pověsti výrobce, jehož vozy řídí postarší pánové. Mělo motor, podvozkové skupiny a konstrukční prvky Kadettu. Viditelně působilo jako zmenšenina Chevrolet Corvette C3. Velmi malé kupé určitě neodpovídalo kategorii GT, dobře se ale prodávalo, především v Severní Americe. Přestalo se vyrábět koncem července 1973 po převzetí zhotovitele karosérií konkurencí a změnami bezpečnostních předpisů. Od září 1970 už ale Opel vyráběl mnohem větší sportovní kupé Manta coby konkurenta Ford Capri s karoserií založenou na připravované řadě Opel Ascona. Ta se původně měla stát podstatně rozměrnějším Kadettem C, značně větším než nový dobře prodávaný konkurent Ford Escort. Nakonec byla představena coby samostatná řada zaplňující mezeru mezi Kadettem B a Rekordem D koncem října 1970 se jménem, který už nesla speciální edice Opelu Rekord P1 prodávaná ve Švýcarsku s názvem Opel Ascona podle tamního turistického cíle na břehu Langensee. V letech 1972 a 1973 Opel prodejně překonal Volkswagen vyrábějící vozy se zastaralou koncepcí a na trhu v SRN měl 20 % podíl. Díky široké nabídce typových řad a karoserií od tudorů a sedanů přes třídveřové a pětidveřové kombi po fastbacky a kupé.
Uvedení Kadettu C se zpozdilo a byl trochu menší než předešlý. Opouštěním Brettonwoodského systému od konce 60. let však došlo k mírnému růstu cen benzínu vrcholící skokovým čtyřnásobným zdražením vyvolaným ropným šokem. Nárůst cen ropy vedl k velké hospodářské recesi a potřebě menších vozů. Kadett C tak přišel v srpnu 1973 v rozumnější velikosti a hmotnosti vhod. V roce 1975 rozšířil nabídku hatchback Kadett City s praktickým přístupem do zavazadlového prostoru. Šlo o upravený Vauxhall Viva. Byl ještě menší, zato vhodnější do města a rukou řidiček. V roce 1979 je nahradil Kadett D přecházející na přední pohon. Zachoval si podobný vnitřní prostor při poměrně dramatickém omezení celkových rozměrů a hmotnosti. V nastalém trendu hatchbacků se přechodně nevyráběl ani s karoserií sedan. Kadett E z let 1984–1991 nabídku verze sedan vrátil. V 80. letech tvořil Kadett 60 % veškeré výroby Opel. V roce 1991 byl nahrazen modelem světovějšího jména Astra s pořadovým označením F, který koncern GM představil coby svůj globální vůz na pěti kontinentech. Až do roku 2000 byl v prodejích v SRN na druhém místě za VW Golfem. Ve verzi Caravan byl mezi roky 1993–2000 nejprodávanějším evropským kombi všech tříd, tvořilo až 40 % výroby. V roce 2004 se Astra H znatelně zvětšila a vyráběla se dvěma rozvory. Sedan a kombi se délkou 4,5 metry výrazně odklonily od 4 metrů kompaktní třídy a odpovídajícím způsobem nabídly velkorysý vnitřní prostor. Zřetelně se lišily i pětidveřové, a úpravou zádě opticky zmenšené třídveřové verze shodné délky. Hlavního konkurenta, VW Golf, však ani přes zajímavější cenu prodejně nepřekonaly. Stanovily ale zas nová měřítka. Astra se vyráběla v generacích F, G, H, J a K v letech 1991–2000, 1998–2005, 2004–2010, 2009–2015, 2015–2021. Časový přesah připadl na levnější výběhové modely vyráběné současně s rozměrnějšími nástupci zejména pro východoevropské trhy s přídomkem Astra Classic. 30 let od latinského pojmenování vozu "hvězda" představil Opel v roce 2021 řadu Astra L na platformě PSA.
Ascona B v září 1975 narostla o cca 15 cm a poskytla více vnitřního prostoru. Současně z ní vzešlá Manta B se nabízela jako kupé, nebo dvoudveřový fastback se čtyřmi pohodlnými místy pro dospělé. Třetí generace Ascony 1981–88 snížila při téměř nezměněných rozměrech pohotovostní hmotnost a lépe využila vnitřní prostor přechodem na pohon předních kol. Manta zůstala u sportovnějšího zadního pohonu a bez konstrukčních změn se vyráběla až do srpna 1988, od jara 1982 s faceliftem, který přidal horní široké průduchy na čelní masku. Asconu nahradila Vectra vyráběná ve třech generacích 1988–1995, 1995–2002 a 2002–2008. V roce 1991 byla v SRN čtvrtým nejprodávanějším vozem. Konstrukčně zastaralou Mantu nahradilo na podzim 1989 kupé Calibra na základech Vectry. Výroba sportovního kupé Calibra, nejprodávanější ve třídě, skončila v červnu 1997.

### Luxusní třída
S růstem prodeje luxusních vozů v 60. letech posílil Opel jejich nabídku. Prvně od začátku druhé světové války a napodruhé v historii s osmiválcovými motory. V únoru 1964 představil luxusní Admiral A a Diplomat A spolu s výrazně narostlým modelem Kapitän A. Trojice amerického stylu přezdívaná KAD se lišila výbavou a motory. Základní Kapitän měl pohodlnou lavicí pro tři osoby i vepředu, luxusně vybavený Admiral místo lavice dvě křesla a Diplomat připojil masově vyráběné, nepříliš drahé osmiválce do V Chevrolet 4,6 l s dvoustupňovou automatickou převodovkou – od září 1966 i V8 5,4 l. Vlajková loď Diplomat s chromovaným titulem i na boku a korunkou nad V8 cílila nejvíce na luxusní šestiválce Mercedes-Benz W 108 s pouze ručním řazením nabízené za podobnou cenu. Leč kupci nejvyšší třídy neměli až takový zájem o luxusní vozy výrobce lidových aut. Natož o přepychový dvoudveřový Diplomat V8 5,4 l Coupé karosárny Karmann, kterých vzniklo od února 1965 do července 1967 jen 347 kusů, přestože šlo o dočasně nejrychlejší německý sériový vůz. S dvoustupňovou převodovkou a jednoduchou pevnou nápravou vhodný spíše na dálnici. Opel byl dlouho úspěšný s americky vypadajícími vozy. Méně nápadný, výrazně mohutnější Kapitän A odbyt předchůdců rozhodně nenapodobil.
Coby dříve největší evropský producent šestiválcových vozů se Opel s přezíravostí nesmířil. V březnu 1969 začal vyrábět řadu KAD B s propracovanějším podvozkem s nápravou De Dion, promyšlenými detaily včetně zapuštěných stěračů a pozinkovanou nerezavějící karoserií, velikostně menší, evropštějších rozměrů. Byla však objemnější a její uhlazená linie s velkými okny vypadala americky monstrózně, ač stejné délky jako Mercedes-Benz W 108. Chromovaná jména typů i na boku odlišila Admiral B od levnějšího, opticky shodného Kapitäna B. Zřetelně se lišil i vinylem sériově potaženou střechou jakou měl už Diplomat A, jehož řada B dostala světlomety na výšku á la Mercedes-Benz W 108, ale i šestiválcové motory. Boční označení však zůstalo jen těm osmiválcovým – uvážlivě omezené na chromované V8. Sériově s třístupňovou automatickou převodovkou zlepšovalo velurové čalounění z vysoce kvalitní kůže, tlustý koberec a obložení z ušlechtilého dřeva mimořádně přepychový interiér jak u vybraných lepších britských luxusních vozů, kde byl ale mnohem decentnější.
Šestiválcový 2,8 l Diplomat B porazil v testu časopisu "Auto, Motor und Sport" Mercedes-Benz 280 SE, BMW 2800, Jaguar XJ6 a Fiat 130 roku 1970. Obrovitý málo vybavený Kapitän se v květnu 1970 přestal vyrábět po drastickém pádu prodejů. A to přesto, že stál jen o málo více než mnohem menší čtyřválcové vozy vyšší střední třídy BMW 2000 a Mercedes 220. Po zotavení BMW a Audi volili milovníci jízdy značku první. Pohodlí a prostoru za málo peněz druhou s nenákladným pohonem předních kol prospěšným vnitřnímu prostoru.
V roce 1972 se Bitter ujal výroby sportovního GT kupé v italském stylu Bitter CD s výklopným zadním oknem založené na typu Diplomat B V8. Koncept Coupé Diplomat představil Opel už v září 1969 s řadou KAD B, aby podpořil prodej sedanů. Přispěl tím k rozmachu vozů GT v 70. letech.
Od poloviny roku 1973 začal Opel nabízet 5,4 l Diploma B V8 prodloužený o 15 cm. Na délku přesahoval Mercedes-Benz W 109, tedy o 10 cm prodloužený typ W 108. Byl na úrovni konkurenční první oficiální třídy S Mercedes-Benz W 116, která od září 1972 předefinovala pojem luxusní sedan. Diploma B byl stylově mírně nemoderní.
Nárůst cen ropy vzbudil poptávku po luxusních vozech, které byly menší a relativně ekonomičtější. Zbylí konzervativní kupci velkých luxusních vozů americky vypadající Opely, ať jakkoli dobré, příliš nevyhledávali. Jejich o 30% nižší cena vlastně snižovala potřebnou reprezentativnost. Nástupce Diplomat C skončil jakožto studie. Ukončením výroby Admiralu B v červenci 1976 a Diplomatu B v červenci 1977 přestal Opel vyrábět vozy nejvyšší třídy, které byly při nízkých prodejích nevýnosné. Zmizel dárce podvozků Bitteru CD, jehož se celkem do konce roku 1979 vyrobilo 395.

### Dopady zdražení ropy
Neúspěch trojice KAD přiměl Opel neoživovat tradiční název Kapitän. Od února 1978 vyráběl prodloužený honosnější Rekord jako šestiválec vyšší střední třídy Senator obdařený vlečenou nápravou. Současně z něj vyšlo kupé Monza jako náhrada vozů Commodore s karoserií kupé. Na rozdíl od pohledné Monzy s výklopným zadním oknem mající sedanu nalákat kupce ale nebyl Senator v podobě vlajkové lodi příliš úspěšný. Prodejům přitížil další ropný šok 1979 následovaný opět recesí a už i společensky vnímaná dělnická image značky. Bitter vyrobil na podvozku Senator od jara 1980 do podzimu 1989 461 sportovních GT kupé Bitter SC jako následníků Bitter CD, 22 kabrioletů Bitter SC Cabrio od jara 1983 a pět sedanů Bitter SC Sedan od léta 1985. Od září 1987 začal Opel pouhým rozšířením výbavy a okázalejším vzhledem většího nástupce Rekordu – typu Omega, prodávat Senator B. Výrobu kupé Monza ukončil v červnu 1986 bez náhrady. V květnu 1993 ukončil bez náhrady i výrobu Senatora a vlajkovou lodí Opel zůstala Omega.
Opel Omega se začala vyrábět v srpnu 1986 jako větší nástupce Opelu Rekord. Nové jméno dostala i pro radikální změny podvozku zajišťující vynikající jízdní vlastnosti a světově nejnižší odpor vzduchu. Zhruba třetina produkce připadla na Caravan. V roce 1989 se do vozu Omega Caravan 24V začal montovat řadový šestiválec objemu 3 litry, a vzniklo tak nejrychlejší sériově vyráběné kombi na světě. Sedan Omega s upraveným motorem 3,6 l se mezi lety 1990–1992 prodával s názvem Lotus Omega. Opel Omega B, vyráběná od dubna 1994 byla delší, ale měla stejný rozvor. Od roku 1995 doplnil nabídku vznětový šestiválcový motor BMW 2,5 TD M51, aby si Omega zachovala prodej u flotilových zákazníků. Rozsáhlý facelift na podzim 1999 přidal opět pouze na délce. I když se dál nabízela za přitažlivé částky, o ojeté už nebyl takový zájem a neměla vysokou zůstatkovou cenu. Většina se prodávala na leasing. Kvůli vysokým odpisům hodnoty nových byly měsíční splátky často vyšší než u prémiových vozů, které při velkých nákupech leasingovek dostaly podobně bohatou výbavu. Pohnutka k nákupu stejně dobré, ale neprestižní Omegy pominula. Osmiválcový motor Chevrolet Corvette V8 chystaný do prodeje na podzim 2000 se do Omegy sériově nemontoval. Jediná použitelná automatická převodovka trpěla při dlouhodobé maximální rychlosti 250 km/h na německých dálnicích neřešitelnými problémy. Působivé rozloučení Opelu s klasickou koncepcí pohonu se tak nekonalo. Výroba Omegy skončila v červnu 2003. Po ní v Evropě GM Europe už jen nepříliš úspěšně prodávalo vozy Cadillac. Nezdar byl připsán Opelu.
Vlajkovou lodí Opel zůstala jen značně narostlá Vectra C vyráběná od jara 2002. Vectra C Caravan s ještě více prodlouženým rozvorem nabídla bezkonkurenční nákladový prostor ve střední třídě. Na jejím základě vznikl pozoruhodně mohutný hatchback na hranici střední a vyšší střední třídy Signum se dvěma sklopnými plně upravitelnými samostatnými sedadly vzadu, nebo třetím nouzovým ze sklopených opěrek loktů, prodávaný od února 2003. Insporací mu mohl být podobně řešený Renault Vel Satis z března 2001. Signum byl rozvorem a výbavou nad sedanem Vectra. Měl spoustu místa vzadu, ale malý zavazadlový prostor, který se dal zvětšit posunem sedadel, avšak u vozu vydávaného za nástupce Omegy šlo o nepatřičnou komplikovanost. Přes velký prostor a dobré jízdní vlastnosti prodeje všech rychle klesly. Po ztrátě reputace je v listopadu 2008 nahradil typ Insignia takřka stejné délky jak poslední Senator, ale o 22 cm přesahující vyřazovanou Vectru a o 18 cm Signum. V březnu 2009 Opel uvedl Insignii kombi, u nějž pracovní jméno Caravan změnil směrem k životnímu stylu na Sports Tourer. Kupoval se jakožto vždy ale pro bezkonkurenční ložný objem. Insignii B Opel vyrábí od jara 2017. Časté přejmenovávání vozů stojí Opel úsilí rozšířit nové jméno mezi zákazníky. Konkurenční VW po dekády těží z neměnění jmen a marketingově vytváří legendy, kterými jezdí druhá i třetí generace řidičů. U neúspěšných typů je ale výhodnější změnit jméno. Opel odvážným designem některých typů ztratil i část zákazníků, která odešla ke konzervativnější konkurenci.
V roce 1982 začal Opel vyrábět malý vůz Corsa s pohonem předních kol vyvinutý po ropných šocích. Ač do této kategorie vstoupil jako poslední evropský masový výrobce, Corsa se v SRN stala dlouhodobě nejprodávanější. Cca 60 % kupujících tohoto městského vozu tvoří ženy hledící více na cenu. Generačně se vyráběla A 1993–2000, B 2000–2006, C 2006–2014, D 2014–2019 a E od roku 2019 na podvozkových skupinách PSA. Corsa D výrazně větších rozměrů, postavená na společné platformě GM a Fiat, dorostla v roce 2006 na délku poslední Kadett z let 1984–1991. Jako u Astry H se i u ní výrazně lišily pětidveřové, a úpravou zádě opticky zmenšené třídveřové verze.

### Znovusjednocení Německa
Po znovusjednocení Německa začal Opel v továrně Wartburg montovat Vectru. Lačnost východních Němců po levných kvalitních vozech mu na trhu NSR zajistila stále 15% podíl. V roce 2006 poprvé klesl pod 10%. K velké konkurenci japonských vozů se přidaly "západním" kapitálem převzaté značky bývalého "východního bloku" s nabídkou mnohem více "hodně auta za málo peněz" a stejné kvality. V levné východní Evropě otevřely továrny i západní značky, s masovou produkcí zejména rostoucí korejské s designem původem z nového německého ústředí. Do tradičního segmentu Opelu postupně vstoupily i německé prémiové značky.
Koupí zkrachovalé Daewoo a přeznačením jejích levných nekvalitních vozů na Chevrolet znovuuvedl GM na evropský trh tuto svou základní značku v roce 2004. Vozy Chevrolet z Jižní Koreje evropský úspěch Hyundai-Kia ale nenapodobily a značku Opel na vnímanou úroveň VW nevyšvihly. Chevrolet a Opel si navíc navzájem konkurovaly, když cílily na stejně průměrného evropského zákazníka. V roce 2018 měl Opel jen 6,6 % trhu NSR.
Ke 150. výročí svého založení představil roku 2012 Opel typ Adam, který začal vyrábět ve zrekonstruované továrně Wartburg. Jeho nákladná výroba byla ale dávána do souvislosti s poklesem prodeje Corsy. V roce 2019 skončila bez náhrady.
V roce 1994 začal Opel vyrábět snadno ovladatelné kupé Tigra na základech Corsy, které ale nedosáhlo jejích kvalit. Výrobu ukončil v roce 2001. V roce 2004 začal Opel v módní vlně kupé-kabrioletu s nabídkou Tigra TwinTop s pevnou skládací střechou a ukončil ji v roce 2009. V roce 2006 Opel pevnou skládací střechu nabídl i u čtyřmístných kabrioletů Astra TwinTop. V roce 2012 začal nabízet kabriolet Astra s klasicky stahovanou střechou pod samostatným jménem Opel Cascada. V roce 2001 začal Opel vyrábět sportovní kupé Speedster, dvojče Lotus Elise. Výrobu ukončil v roce 2005. V roce 2007 začal vyrábět sportovní kupé GT coby náhradu za puristický Speedster. Vůz s pohonem zadních kol se vyráběl v USA a zaujal ovladatelností i poměrem cena/výkon. Jeho výrobu Opel skončil v roce 2009.
V roce 1996 začal Opel vyrábět rozměrné MPV Sintra obdobné minidodávkám GM. V roce 1999 jeho výrobu nahradil kompaktním MPV Zafira na základech Astry. Okamžitě zaujalo vedoucí postavení jako první kompaktní německá dodávka. Zadní sedačky šlo zcela zasunout do podlahy a byl velmi oblíbeným rodinným vozem. Zafira B let 2005–2014 byla výrazně větší s velkorysejším vnitřním prostorem. Dřívější vedoucí postavení, které převzal VW Touran, však zpět nezískala. Generaci let 2011–2019 Opel prodával coby Zafira Tourer. Zafira Life nabízená od roku 2019 je odvozeninou vozů Peugeot Traveller, Citroën Spacetourer a Toyota ProAce Verso. Micro MPV Opel Agila nabízené od roku 2000 poskytlo dostatek prostoru při délce 3,5 m. Bylo shodné se Suzuki Wagon R+. Agila B delší o 20 cm ho nahradila v roce 2007 coby dvojče Suzuki Splash. Agilu v letech 2015–2019 nahradil Opel Karl, což byl Chevrolet Spark, který měl v Evropěl pod novým jménem spolu s celou řadou cenově orientovaných modelů získat zpět ztracené pozice. Mini MPV Meriva začal Opel vyrábět od roku 2003 na základech Corsy. Praktická možnost zasunout zadní sedadla do podlahy přinesla mezi minivany vysokou prodejnost. Mezi roky 2010–2017 vyráběl Opel podstatně větší a přizpůsobivější Merivu B. Od roku 2017 ji nahradil Crossland X vyráběný na základech Citroën C3 Aircross.
V roce 1991 začal Opel prodávat terénní vůz Frontera, což byl přejmenovaný Isuzu Rodeo. Frontera B, přeznačené Isuzu Rodeo B, ji nahradila v letech 1998–2004. V letech 1992–1999 Opel prodával i větší terénní Monterey, což byl přejmenovaný Isuzu Trooper. Prodeje byly nevalný, patřily ale mezi první evropská SUV. V roce 2006 začal Opel vyrábět SUV Antara a v roce 2010 jeho náhradu Grandland X. V roce 2012 malé SUV Mokka, jehož modernizaci od roku 2016 nazval Mokka X. Výroba Mokky X skončila v červnu 2019.
V roce 2011 začal Opel vyrábět hybridní vůz Ampera, který byl shodný se sesterským Chevrolet Volt. Tímto plug-in hybridem dal najevo, že je po krizi stále naživu a připraven na budoucnost. V roce 2017 ho nahradil elektromobil Ampera-e, shodný s vozem Chevrolet Bolt. Zákazníky Opel zbytečně novátorské pohony odrazovaly.

## Majetkem Groupe PSA (2017–2021)
V roce 2009 se koncern GM dostal na pokraj bankrotu, a proto se německá vláda dohodla na převzetí Opelu s konzorciem kanadsko-rakouského výrobce autodílů Magna International, ruské banky Sberbank a ruského výrobce nákladních aut GAZ. Nakonec však automobilka prodána nebyla a zůstala majetkem GM. Dne 29. února 2012 Opel oficiálně oznámil vytvoření velké aliance s PSA, v jehož rámci se GM stal v PSA druhým největším akcionářem.
V březnu 2017 francouzská Groupe PSA oznámila dosažení dohody s GM o odkoupení Opelu a jeho dceřiné společnosti Vauxhall. Změna vlastníka v hodnotě € 2,2bn byla dokončena v srpnu 2017. PSA překonala Renault a po koncernu Volkswagen se stala druhým největším výrobcem automobilů v Evropě.
Prvním vozem pod novým vlastníkem se v roce 2019 stala Corsa F. Nevyužila rozpracovaný vývoj s technikou GM, ale PSA díky souběžnému vývoji probíhajícímu už při vyjednávání převzetí.

## Součást Stellantis (od 2021)
V lednu 2021 vznikla sloučením Groupe PSA s Fiat Chrysler Automobiles skupina Stellantis. Opel v ní proti francouzskému šarmu konzervativní automobilky Peugeot a extravagantně inovativní Citroën s prémiovou DS nebo italské skromnosti Fiat s menšími levnějšími vozy, ale celou řadou sportovních značek počínaje prémiovou Alfa Romeo nebo historicky inovativní Lancia, staví na německé robustnosti a houževnatosti za využití stejných modulárních platforem s odlišným nastavením podvozku, aniž by si vzájemně konkurovaly, obdobně značkám koncernu VW.
V červnu 2020 Opel představil mírně zkrácený Peugeot 2008 coby malý crossover Mokka bez přídomku X jako elektromobil s novou jednotící čelní maskou "Opel Vizor" evokující hledí přilby i styl kupé Manta A. V září 2020 ho představil i se spalovacím motorem. V roce 2020 se u faceliftovaného Crosslandu s maskou "Opel Vizor" a upraveným podvozkem vytratilo pro crossover bez pohonu 4x4 matoucí X z označení. Astra L představená v létě 2021 je konstrukčně totožná se sourozeneckým Peugeotem 308. Má ale výrazně upravený tvrdší podvozek pro sportovnější jízdu vhodnou na dálnici. Zevnějšek se nejvíc liší stylem "Opel Vizor" a ne tolik ostrými rysy. Ke 30. výročí hvězdného pojmenování však takto odvážně výrazné tahy mění už spíše konzervativní vzhled Astry. Jakož i ultramoderní interiér ve všech výbavách s digitální palubní deskou Opel Pure Panel z páru širokoúhlých obrazovek, která je přesto praktická tlačítkovým ovládáním základních funkcí. Z karosářských variant zůstávají jen pětidveřový hatchback a pětidveřové kombi Sports Tourer, které se se zvýšenou světlostí bude nabízet v podobě crossoveru. Kombi má skoro o 6 cm delší rozvor než hatchback. A přestože je na délku kratší o 6 cm než kombi Astra K, má o 7 cm delší rozvor díky kratšímu přednímu převisu. Astra L však nepatří k levným vozům. Novým módním stylem chce vyvážit vyšší cenu. Politika koncernu Stellantis bude chovat se jako mírně prémiové národní značky.

## Nákladní vozidla

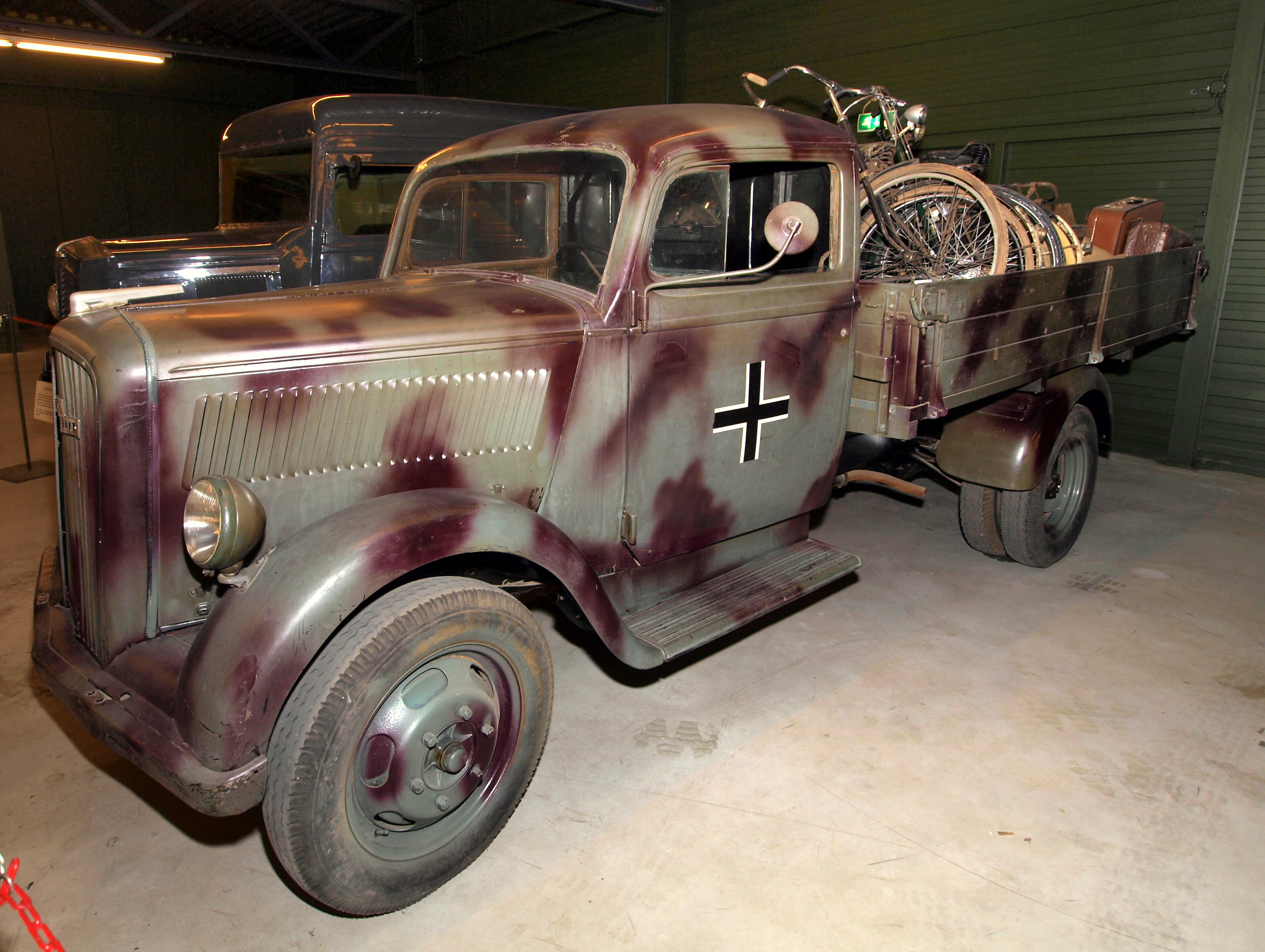
Blitz 3t (1937–1951)

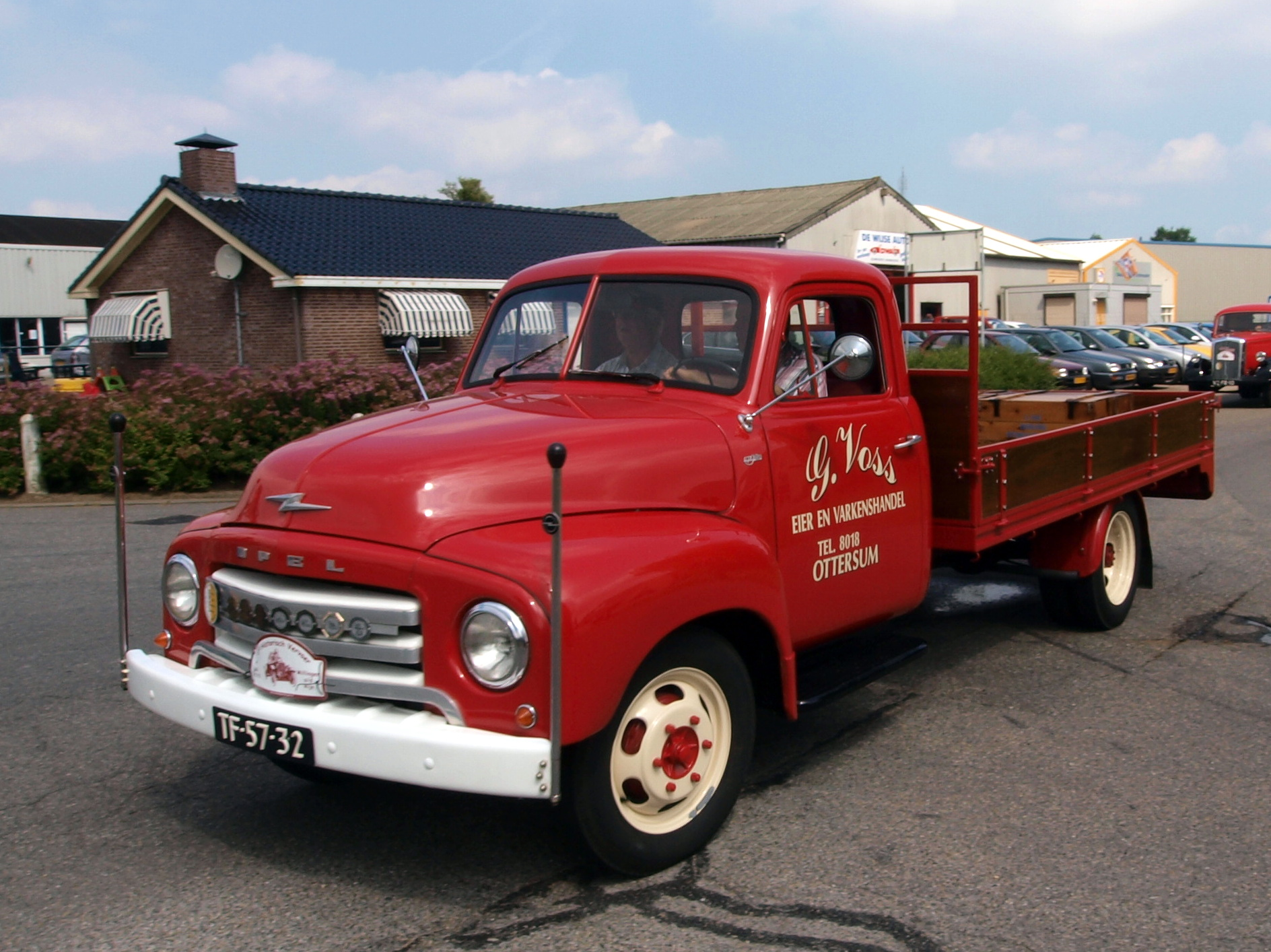
Blitz 1,75 t (1951–1960)

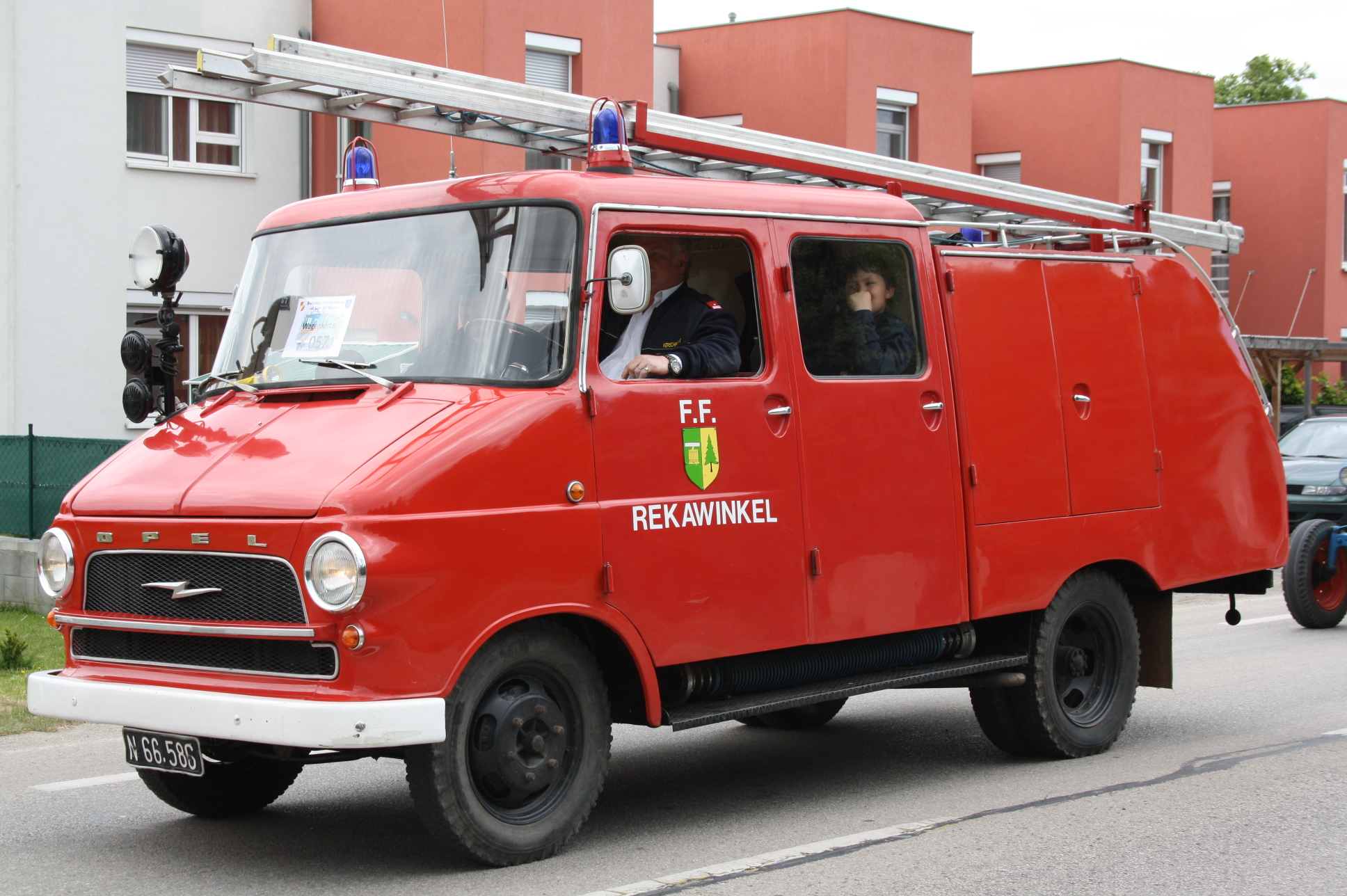
Blitz 1,9 t (1960–1966)

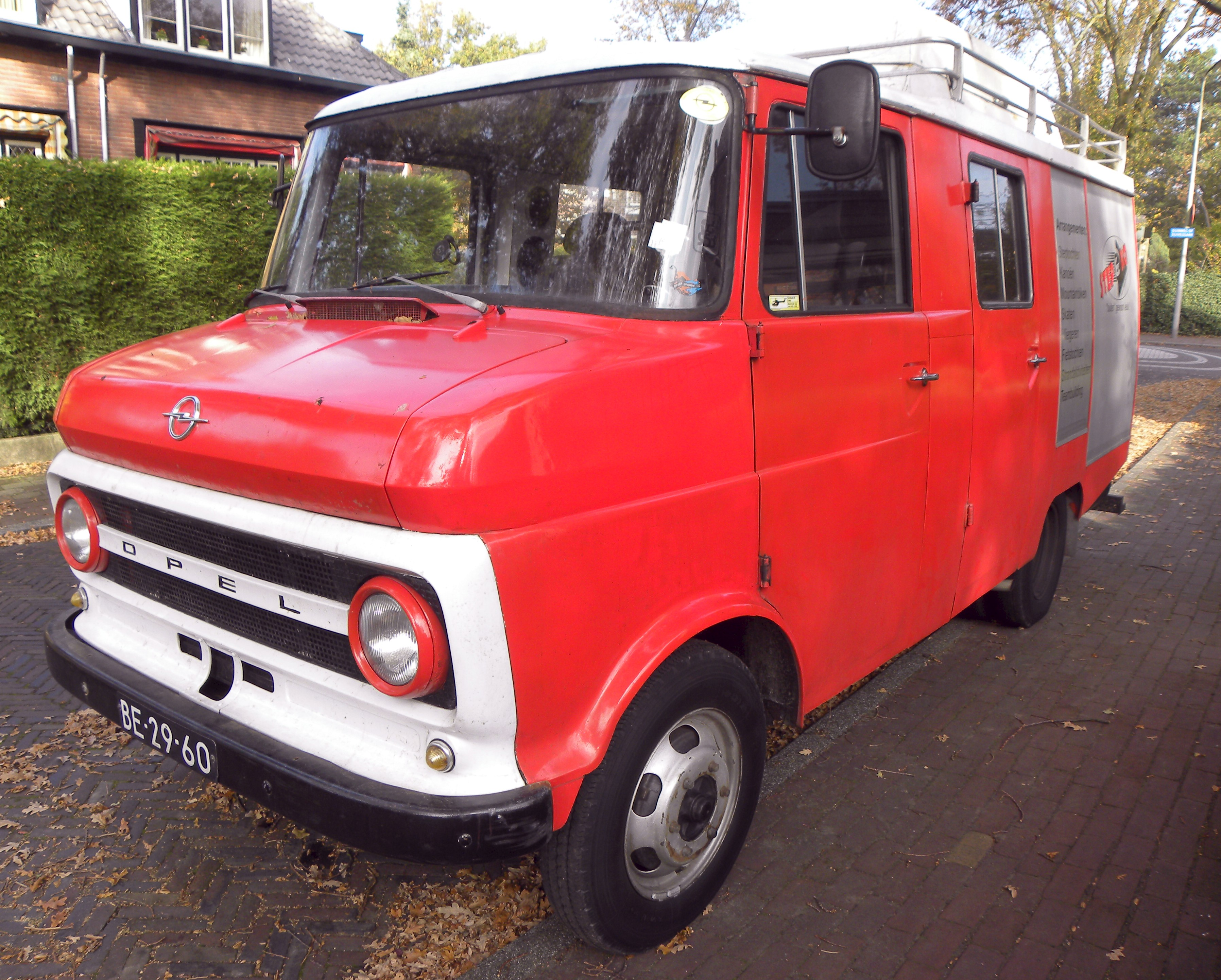
Blitz 1,7-2,4 t (1966-75)

První užitková vozidla začal Opel vyrábět jako dodávkové a přepravní verze svých prvých vozů už od roku 1899.
Výrobu skutečných nákladních vozů zahájil v roce 1909. První lehká nákladní vozidla Opel měla v roce 1910 užitečné zatížení 1½ t. V roce 1911 po rozsáhlém požáru továrny začal vyrábět hasičské 3½ t vozy. Nákladní vozidla vyráběl také pro armádu. Během 1. světové války s užitečným zatížením až 4½ t. Za okupace francouzskými jednotkami v prosinci 1918 musela být výroba nákladních vozidel dočasně zastavena. Poté v ní Opel pokračoval v malých počtech. Za německé hyperinflace v roce 1923 ji musel zcela zastavit. Teprve od roku 1927 začal znovu stavět malé nákladní automobily coby tzv. "Schnellastwagen" (expresní vozy) s užitečným zatížením až 2½ t. Velkých prodejů dosáhla nová řada nákladních vozidel Opel Blitz s 1–2½ užitečného zatížení od konce roku 1930. Její název Blitz (blesk, záblesk, třpyt) byl patřičný do ohromné konkurence panující za velké hospodářské krize. Se třemi rozvory a čtyřválcovým nebo šestiválcovým SV motorem 2,6 l, resp. 3,6 l, plnila individuální přání každého možného zákazníka. Od roku 1935 se Opel Blitz vyráběl v nové továrně v Brandenburgu předně jako středně těžký nákladní vůz Wehrmachtu. Od roku 1937 s šestiválcovým 3,6 l OHV motorem vozu Opel Admiral a užitečným zatížením 3 tuny s vojenským značením Kfz. 305 Opel Blitz 3 t v nejrůznějších provedeních. Lehčí Opel Blitz určený pro civilní potřebu převzal čtyřválcový 1,5 l OHV motor Opel Olympia. Před druhou světovou válkou byl Opel největším výrobcem nákladních vozů v Německu a Opel Blitz byl nejpoužívanějším nákladním vozem Wehrmachtu po celou válku. Eventuálně s pohonem všech kol nebo jako polopásové vozidlo Maultier plnil s rozmanitými nástavbami různorodé úkoly. Po vybombardování továrny Opel Brandenburg v roce 1944 vyráběl Blitz licenčně Mercedes-Benz až do roku 1949.
V roce 1946 zahájil Opel pod okupační správou znovu výrobu nákladního vozu Blitz s 2,5 l šestiválcovým motorem Opel Kapitän jako svého vůbec prvního poválečného vozu. V roce 1951 byla modernizována kabina ve stylu amerických pickupů. Technicky se téměř nezměnil, pouze se snížila celková hmotnost a užitečné zatížení na 1,75, později zvýšené na 2 tuny. Přes sílící konkurenci zůstal v 50. letech nejprodávanějším lehkým nákladním vozem SRN. Třetí Blitz s užitečným zatížením 1,9 t jej nahradil roku 1960. Poháněn byl stejným motorem, který vzhledem k polokapotové karoserii mírně zasahoval do kabiny. S pouze benzínovým šestiválcovým motorem z předválečného osobního vozu už ale v šedesátých letech i přes zajímavější cenu nevyhovoval. Evropští zákazníci požadovali hospodárnější vznětové motory, které našli u konkurence a přecházeli k ní. Na konci 60. let byl Opel Blitz stále jedním z nejrozšířenějších lehkých užitkových vozů v SRN a téměř každý druhý s užitečnou hmotností do 3 t byl Opel Blitz. Čtvrtá generace Opel Blitz s užitečným zatížením 1,7–2,4 t se vyráběla v letech 1966–1975. Technicky opět vycházela z předchůdce. Mimo nového řadového šestiválce 2,5 l byla nabízena i s čtyřválcovým motorem Opelu Rekord B 1,9 l. Přepracována byla zejména kabina, která měla téměř vodorovnou kapotu a upravenou masku chladiče. Prodejní čísla však nadále klesala. Od roku 1968 jim nakrátko pomohl vznětový čtyřválec 2,1 l osobního vozu Peugeot 504. Blitz už ale ztratil příliš mnoho trhu, aby bylo jeho pořízení perspektivní. Probíhajícímu nástupu moderně řešených Fordů Transit se konzervativní Opel už nepřizpůsoboval. Na trhu osobních vozů se mu vedlo a nákladní dál nevyvíjel. Mezi roky 1973–1987 nabízel lehký dodávkový Bedford CF od Vauxhall Motors z Anglii pod označením Bedford Blitz.
Rekord CarAVan Opel vyráběl i coby dvoumístné dodávky s plechovými okny vzadu v generacích 1957–1960, 1961–1963, 1963–1965, 1965–1966, 1967–1972, 1978–1982, 1982–1983 a 1984–1986 následujících kombi.
Mezi roky 1986–1993 vyráběl Opel minidodávku Combo A coby upravený Kadett se skříňovou nástavbou. Combo B z let 1993–2001 byla stejně upravená Corsa, rovněž Combo C mezi roky 2001–2011. V letech 2011–2018 prodával Opel Combo D založené na Fiatu Doblò II vyráběné v Turecku. Combo Van vyráběné od roku 2018 je založen na platformě Peugeot Partner a Citroën Berlingo.
Mezi roky 1991–2001 vyráběl Opel rozměrný pick-up Campo na platformě Isuzu Faster TF.
Malou dodávku Vivaro vyráběl Opel v generaci Vivaro A 2001–2014 a Vivaro B 2014–2019 ve spolupráci se společnostmi Renault-Nissan jako konstrukčně identickou s modely Renault Trafic a Nissan Primastar. Třetí generace Vivaro C, kterou Opel vyrábí od roku 2019, je založená na vozech Peugeot Expert, Citroën Jumpy a Toyota Proace.
Mezi roky 1997–2000 Opel vyráběl užitkový vůz Arena, což byl postarší Renault Trafic s drobnými úpravami. V letech 1998–2009 užitkový vůz Movano vyvinutý společností Renault a vyráběný také jako Renault Master a Nissan Interstar. Druhá generace byla vyráběna v letech 2010–2019. Od roku 2019 Opel vyrábí Movano Cargo coby dvojníka Peugeotu Boxer a sourozeneckého Citroënu Jumper.